# Abbaye Saint-Pierre de Brantôme
Pour les articles homonymes, voir Abbaye Saint-Pierre et Brantôme.
L'abbaye Saint-Pierre de Brantôme, située à Brantôme, commune de Brantôme en Périgord, dans le département de la Dordogne, est une ancienne abbaye bénédictine fondée en 769 par Charlemagne dans le diocèse de Périgueux. Elle fut supprimée à la Révolution.
De nos jours subsistent l'église abbatiale (XIe et XIIIe siècles), une partie du cloître (XIVe siècle) et les bâtiments conventuels (XVIIIe siècle), qui abritent deux musées municipaux ainsi que l'hôtel de ville de Brantôme en Périgord.

## Protections au titre des monuments historiques
Plusieurs parties de l'abbaye ont fait l'objet de classements successifs au titre des monuments historiques :
- l'église abbatiale dès la première liste de 1840 ;
- le pavillon dit du « Corps de garde » (ou « pavillon Renaissance ») et la tour ronde dépendant de l'ancienne abbaye, par arrêté du 2 mars 1891 ;
- le pont coudé et trois reposoirs datant de la Renaissance, par deux arrêtés distincts du 13 janvier 1912 ;
- le cloître du XIVe siècle, les salles du rez-de-chaussée donnant sur le cloître, les façades, toitures, charpentes et escalier intérieur du bâtiment monastique du XVIIe siècle, par arrêté du 19 février 1957.

D'autres parties du domaine abbatial ont fait l'objet d'inscriptions successives au titre des monuments historiques :
- la grotte à parois sculptées le 6 janvier 1927, abrogée par l'inscription de 2021 ;
- la charpente de l'hôtel de ville le 17 février 1928, abrogée par le classement de 1957 ;
- la fontaine Médicis et la porte des Réformés par deux arrêtés du 12 janvier 1931, abrogées par l'inscription de 2021 ;
- le cloître du XIVe siècle, les salles du rez-de-chaussée donnant sur le cloître, les façades et toitures, charpentes et escalier intérieur du bâtiment monastique du XVIIe siècle, par arrêté du 19 février 1957 ;
- les grottes de l'abbaye ainsi que son jardin et le moulin (devenu un restaurant) depuis le 26 juillet 1957, abrogée par l'inscription de 2021 ;
- le 25 juillet 1957, l'ensemble des grottes, les vestiges du moulin de l'abbé, le sol des cours, le sol du jardin de l'abbé, les jardins des reposoirs, abrogée par l'inscription de 2021 ;
- le 15 novembre 2021, le presbytère, l'intérieur et la cour arrière du logis abbatial, le parvis entre l'abbaye et la Dronne, le jardin de l'Abbé et le jardin des Reposoirs ; cette inscription se substitue à celles de 1927, 1931 et 1957 mais est à son tour abrogée par celle de 2025 ;
- le 5 février 2025, la totalité des éléments de l'ancienne abbaye — à l'exception de ceux déjà classés — c'est-à-dire la Porte des Réformés, le presbytère, les intérieurs du bâtiment monastique, également appelé logis abbatial (hormis ses charpentes et son grand escalier, déjà classés), la cour arrière du logis abbatial avec ses différentes grottes, incluant celle à parois sculptées, ainsi que l'ensemble des grottes de la falaise au niveau de l'ancienne abbaye, avec leur surplomb, la fontaine Médicis, le Jardin de l'Abbé, le parvis couvrant l'espace entre, d'une part le logis et son jardin, et d'autre part la Dronne, le moulin de l'abbé et le Jardin des Reposoirs (à l'exception des trois reposoirs, déjà classés) ; cette inscription se substitue à celle de 2021.

## Historique de l'abbaye
L'abbaye de Brantôme a été construite dans un site exceptionnel, au pied d'une falaise en croissant surmonté d'un écrin boisé, au bord d'une rivière, la Dronne, qui entoure la cité médiévale et la protège des vents dominants.
Dès le VIIIe siècle, les moines bénédictins ont donc vécu en troglodytes, la falaise fournissant abris et matière première de qualité pour la construction. La tradition veut que ce soit Charlemagne qui consacra l'abbaye en y déposant les reliques d'un enfant martyr, un des saints Innocents, saint Sicaire. Deux panneaux de bois doré datant du XVIIe siècle, dans le chœur de l'église, illustrent la donation et le massacre.
L'abbé de Brantôme était présent au concile d'Aix-la-Chapelle de 817, convoqué par Charlemagne afin de réformer la vie monastique de son empire. De ce premier monastère rien ne subsiste, pas même la connaissance du lieu exact de son implantation. Ravagée à deux reprises par les incursions normandes, la première abbaye a été en effet détruite par les Vikings en 848 et en 857.
Vers l'an 900, Bernard, comte de Périgord, rend à leur destination les biens de l’abbaye de Brantôme qu'il a héritée de son père. Les moines reconstruisirent petit à petit un nouveau monastère. L'abbaye retrouvait une certaine prospérité à partir du Xe siècle. C'est l'époque de la construction du clocher campanile à gables de style roman limousin (XIe siècle).
Grimoard de Mussidan, abbé de Brantôme, fut nommé évêque d’Angoulême en 991. Il conserva le titre abbatial de Brantôme, ce qui lui permit de construire la cathédrale d'Angoulême, consacrée en 1017, en partie grâce aux revenus qui lui venaient de l'abbaye.
Au cours de ce premier siècle du nouveau millénaire, la discipline monastique à Brantôme s’était quelque peu relâchée. Elie, comte de Périgord, céda ses droits sur Brantôme à l’abbé de La Chaise-Dieu en 1080. Ce changement amena la réforme de la communauté, la délivra du pouvoir laïque et donna un nouvel essor à l'abbaye, qui se poursuivra durant les XIIe et XIIIe siècles. La cité prospère, devient une étape pour les pèlerins en route vers Compostelle. En partie détruits par les guerres franco-anglaises, les édifices religieux furent reconstruits à la Renaissance.
La guerre de Cent Ans causa les plus grands dommages à Brantôme. Dévastée par les troupes de Raimond II de Montaut, seigneur de Mussidan en 1382, l’abbaye fut restaurée avant d’être transformée par les Anglais en une sorte de château fort en 1404. L’église abbatiale, détruite, ne fut restaurée qu’en 1465, et le cloître fut rebâti en 1480.
En 1501, alors que la communauté ne comptait que treize religieux, l’élection abbatiale créa la division avec la nomination de deux abbés… La crise, qui dura trois ans, se termina par la cession de l’abbatiat au cardinal d’Albret, premier abbé commendataire. À la mort de celui-ci en 1520, de nouveaux désordres éclatèrent et cinq prétendants se disputèrent la crosse pendant dix-huit ans ! Enfin, en 1538, Pierre de Mareuil, évêque de Lavaur, fut reconnu comme abbé et s'efforça de rétablir la vie monastique et la paix dans son abbaye. Il rattacha Brantôme à la congrégation de Chezal-Benoît. L’incorporation fut complète en 1559 et cinq ans plus tard la communauté comptait 37 religieux.
Même dans cette congrégation, l’abbaye conserva ses abbés commendataires. Le plus illustre d'entre eux fut Pierre de Bourdeille, le mémorialiste connu sous le nom de Brantôme (abbé de 1558 à 1614). Son abbatiat sauva l'abbaye pendant les guerres de Religion. Par deux fois, les réformés vinrent au monastère qui leur ouvrit ses portes. Les réformés respectèrent l'abbaye, qui était alors riche et prospère.
En 1636, la congrégation de Chezal-Benoît s’unit à la congrégation de Saint-Maur. Brantôme fut parmi les premiers à accepter cette incorporation. À cette date, l'abbaye se trouvait dans une situation moralement et matériellement déplorable. Les mauristes restaurèrent ou reconstruisirent les bâtiments. Lors de l'édit de 1768, Brantôme ne comptait plus que huit religieux.

## Architecture

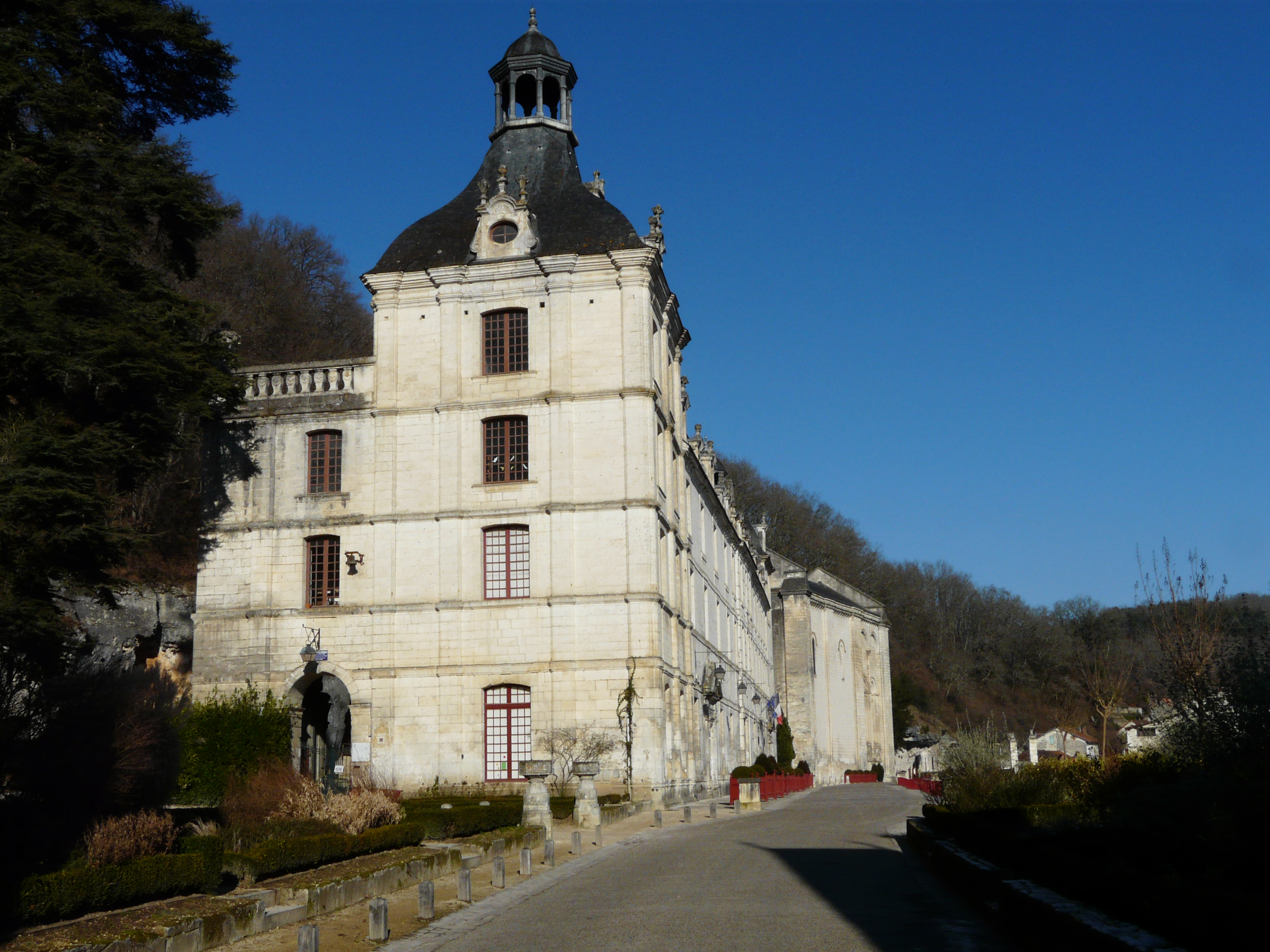
Le pavillon à l'angle sud des bâtiments conventuels.

L'abbaye de Brantôme est, du point de vue architectural, une abbaye romane. Toutefois, la voûte de l'église, reconstruite au XVe siècle, est gothique.
Le clocher de l'église abbatiale (XIe siècle) est certainement le plus ancien campanile de France. Il a, en outre, la particularité d'être bâti non sur l'église mais sur le surplomb rocheux de 12 mètres de hauteur qui la domine. Son architecture à quatre étages est pour le moins étonnante.
L'abbaye du XIIe siècle se signale par sa construction partielle dans la falaise. Dans une dizaine de grottes qui y sont aménagées, il y avait le chauffoir et le lavoir des moines, le moulin abbatial, le pigeonnier troglodytique. La « fontaine du rocher » vouée à saint Sicaire est toujours vénérée pour ses vertus sur la fécondité.
La grotte du Jugement Dernier, aménagée au XVe siècle, baignée d'une atmosphère mystérieuse, décorée d'un énigmatique « triomphe de la mort » et d'une crucifixion d'inspiration italienne, témoigne de la spiritualité qui a animé pendant un millénaire la communauté des moines de Brantôme.
En 1850, l'État commande au peintre périgourdin Jacques-Émile Lafon une peinture murale pour la chapelle de la Vierge.
Au cours des siècles, l'abbaye a été remaniée et reconstruite à plusieurs reprises. L'église est reconstruite au XIIe siècle, puis remaniée un siècle plus tard.
Après la guerre de Cent Ans, au XVe siècle, elle est encore une fois reconstruite. À cette époque, entre 1465 et 1539, le cloître est également reconstruit. Puis l'abbatiale subit un profond remaniement par Paul Abadie, membre de la commission des monuments historiques en 1844, qui rencontre Eugène Viollet-le-Duc sur le chantier de Notre-Dame de Paris. En 1858, l'architecte supprime trois des galeries du cloître. Les bâtiments conventuels qui jouxtent le cloître sont remaniés au XVIIe siècle par l'abbé Le Prestre un parent de Vauban. De cette époque date l'escalier en pierre dit de Vauban, un escalier à encorbellement. L'escalier desservait la partie de l'abbaye qui accueille hôtes et pèlerins, il y avait aussi l'infirmerie. Le château abbatial, en ruine, a disparu en 1744 ; à la place, le bâtiment existant a été prolongé pour prendre l'aspect qu'on lui connaît de nos jours.

### L'abbatiale

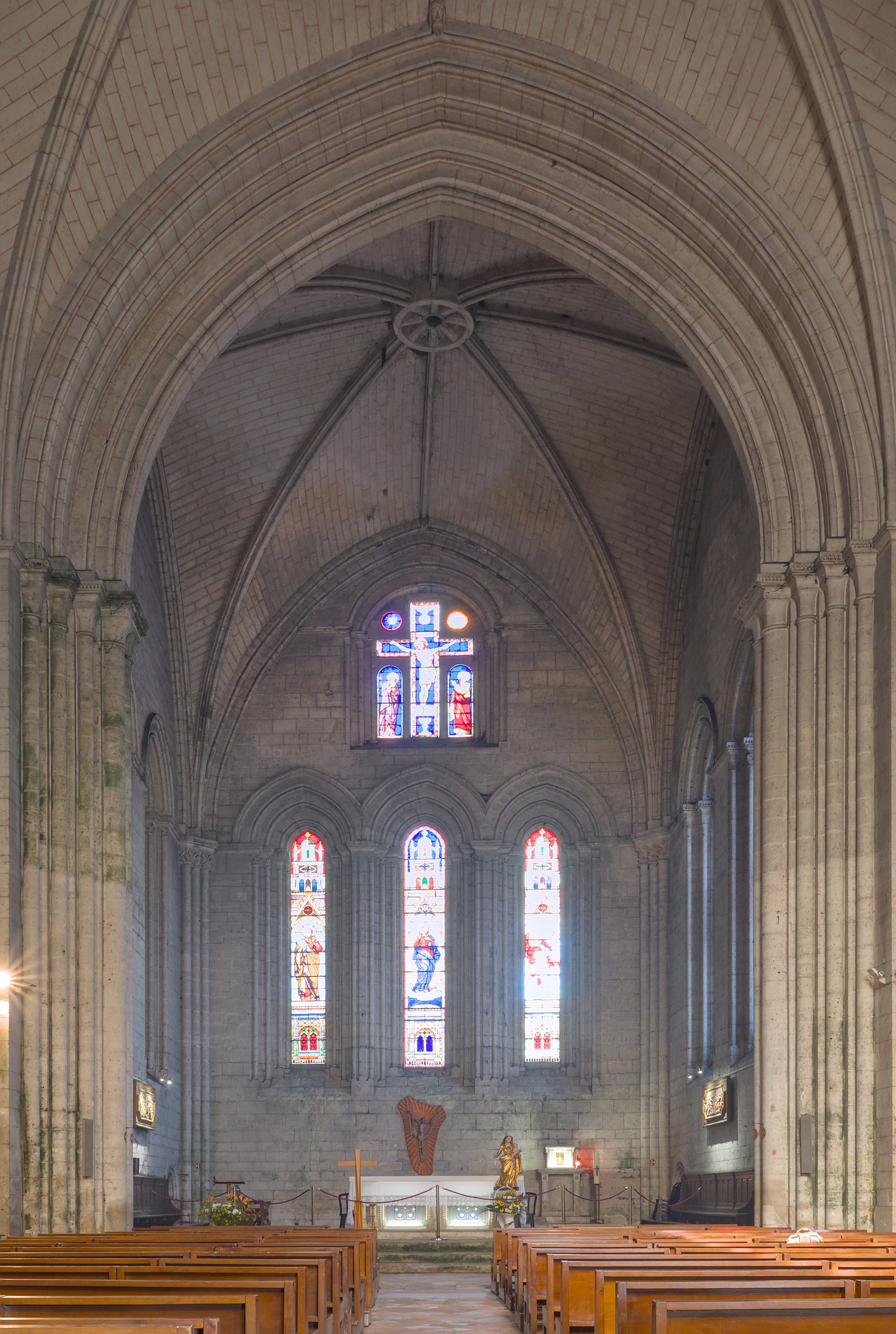
La nef et le chœur de l'église abbatiale.
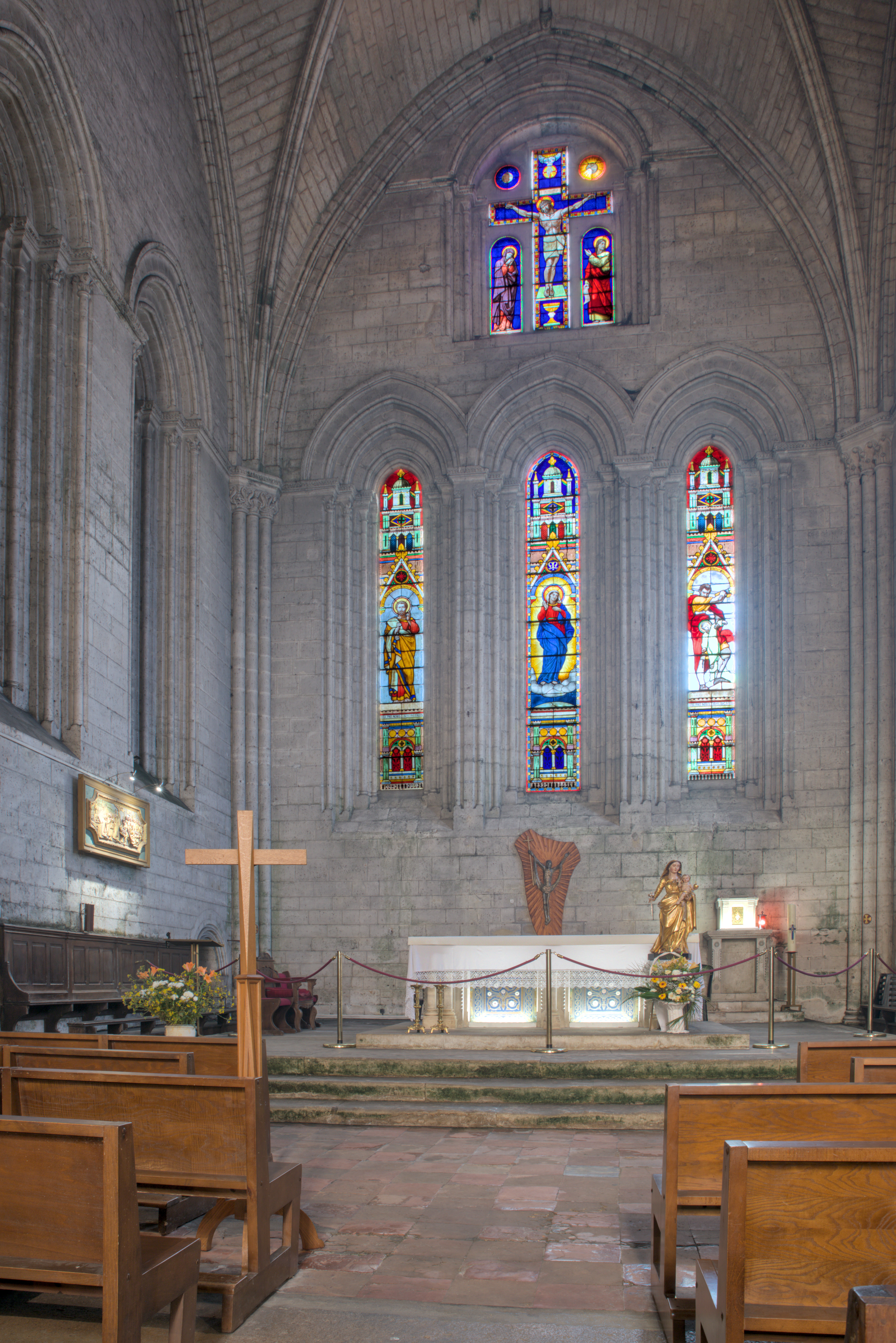
Le chœur.
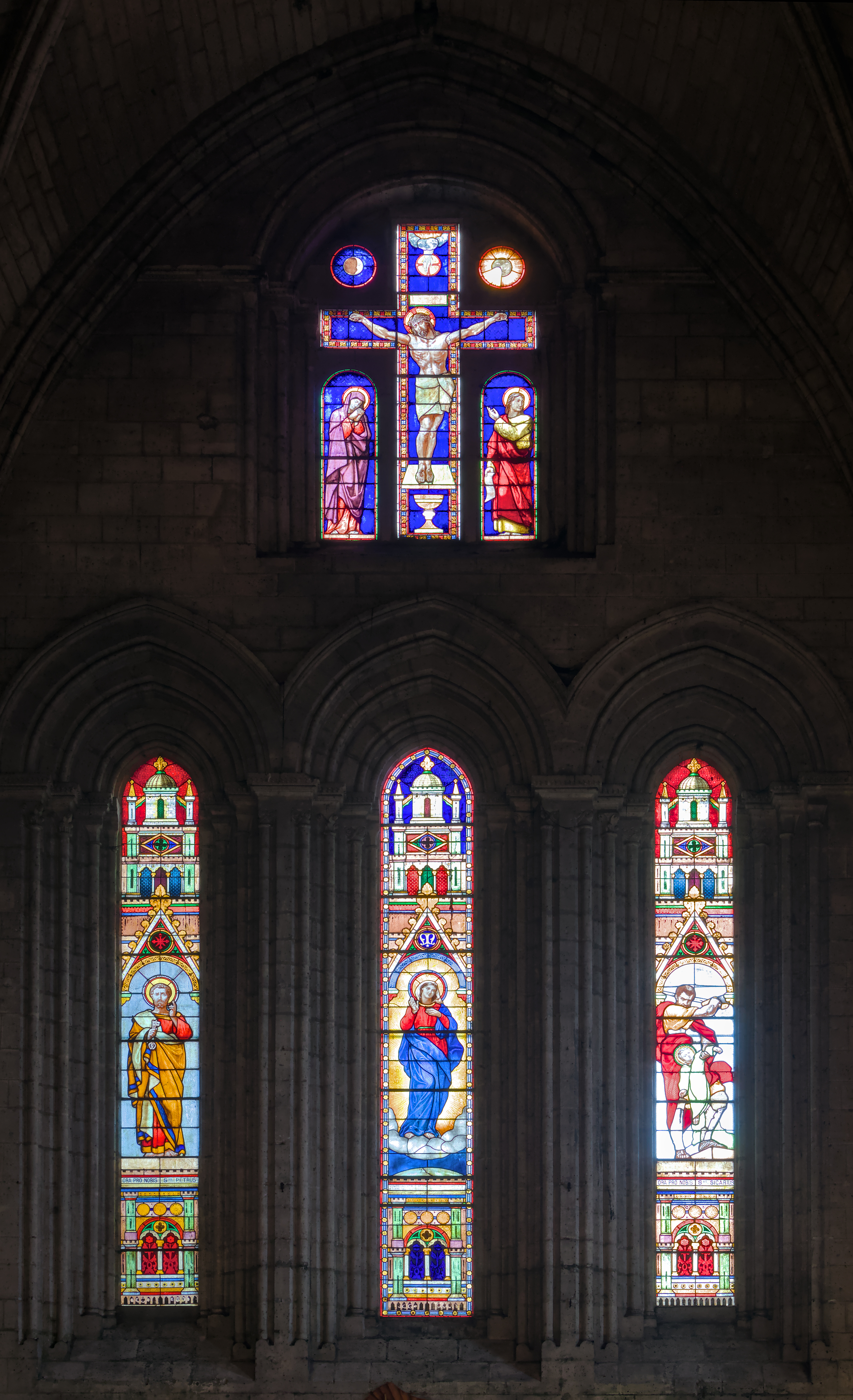
Vitraux du chœur.
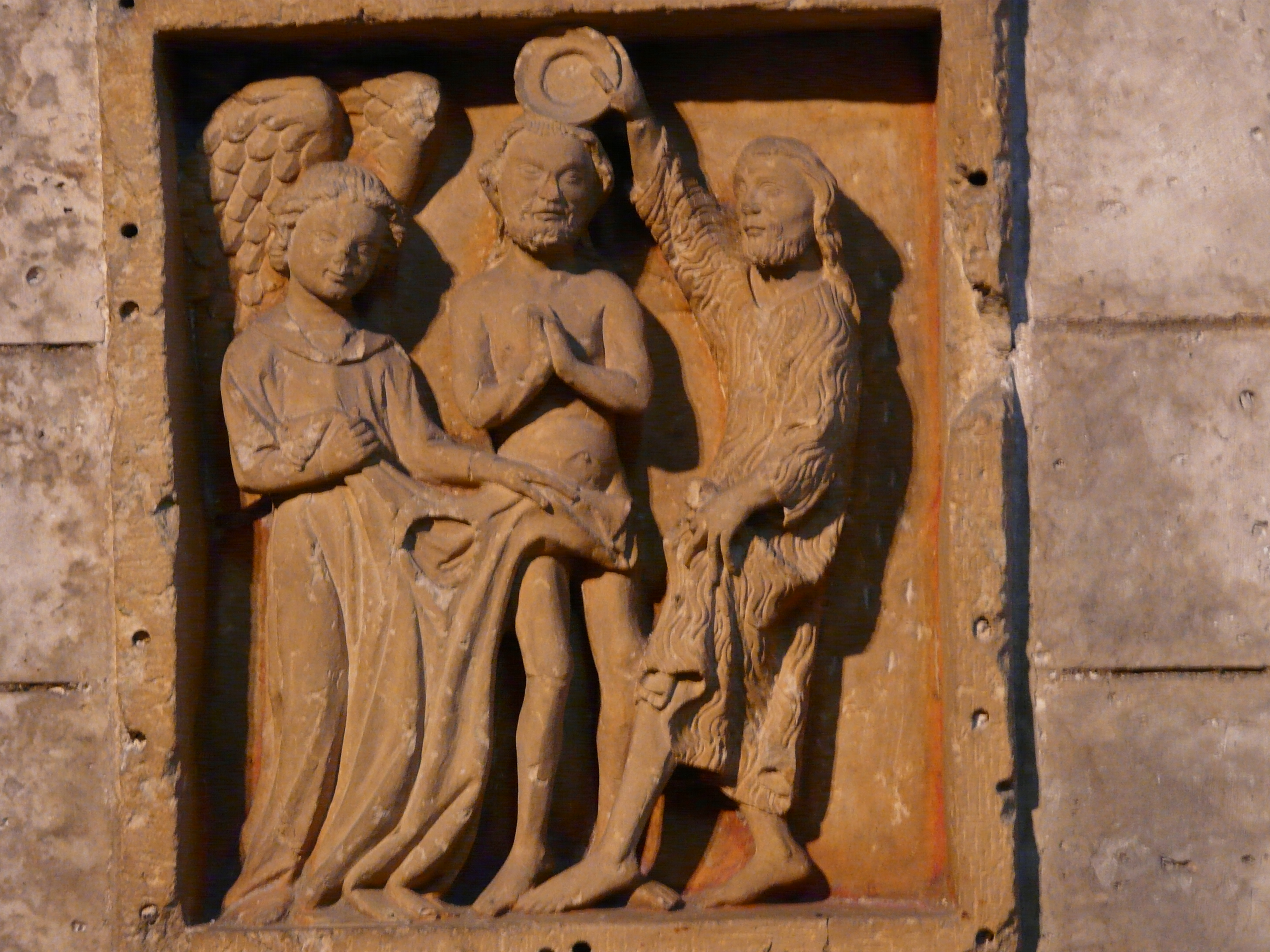
Bas-relief du XIVe siècle (le baptême du Christ).
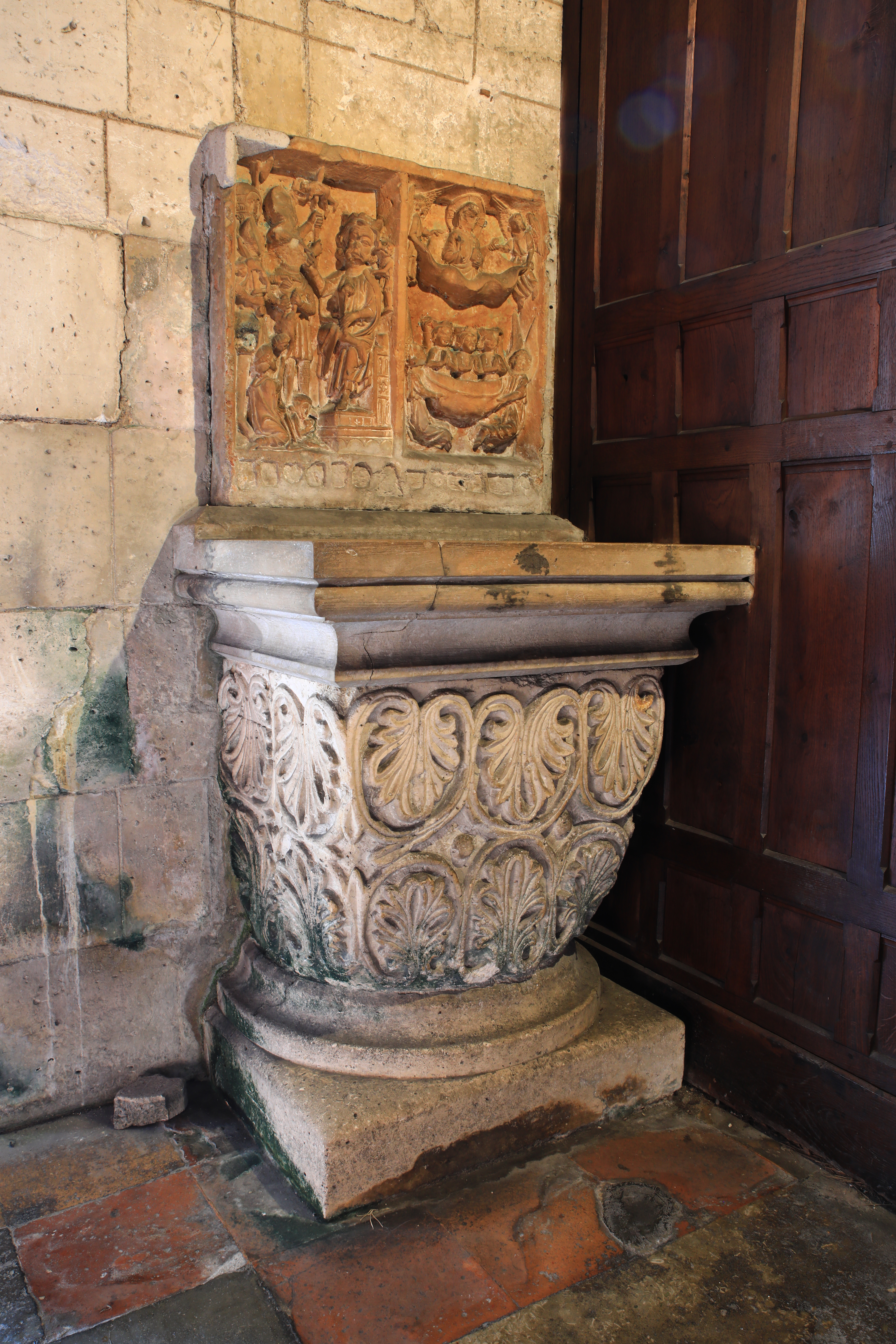
Bénitier surmonté d'un diptyque du XIIe siècle.
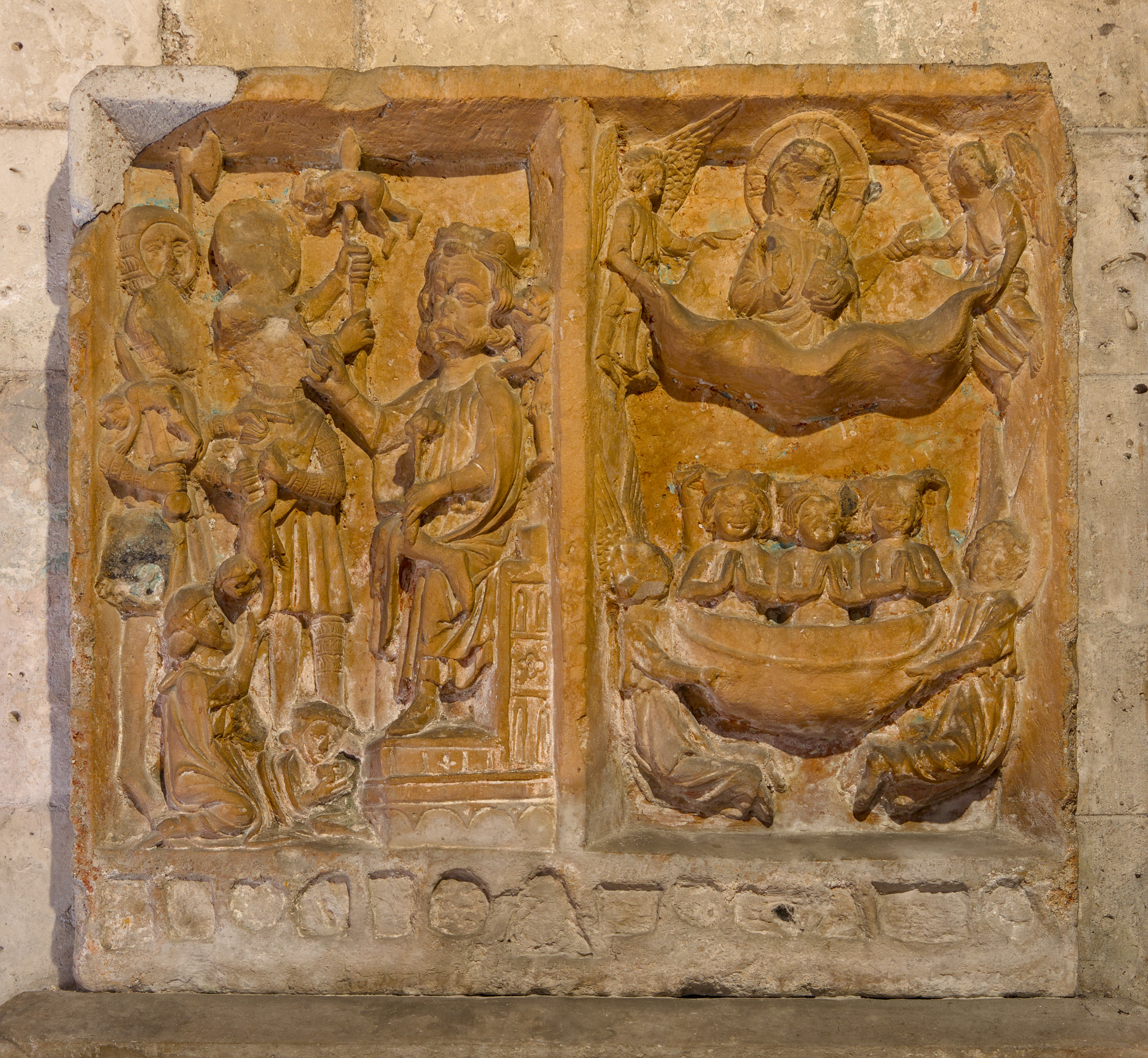
Diptyque au-dessus du bénitier : le massacre des saints Innocents.
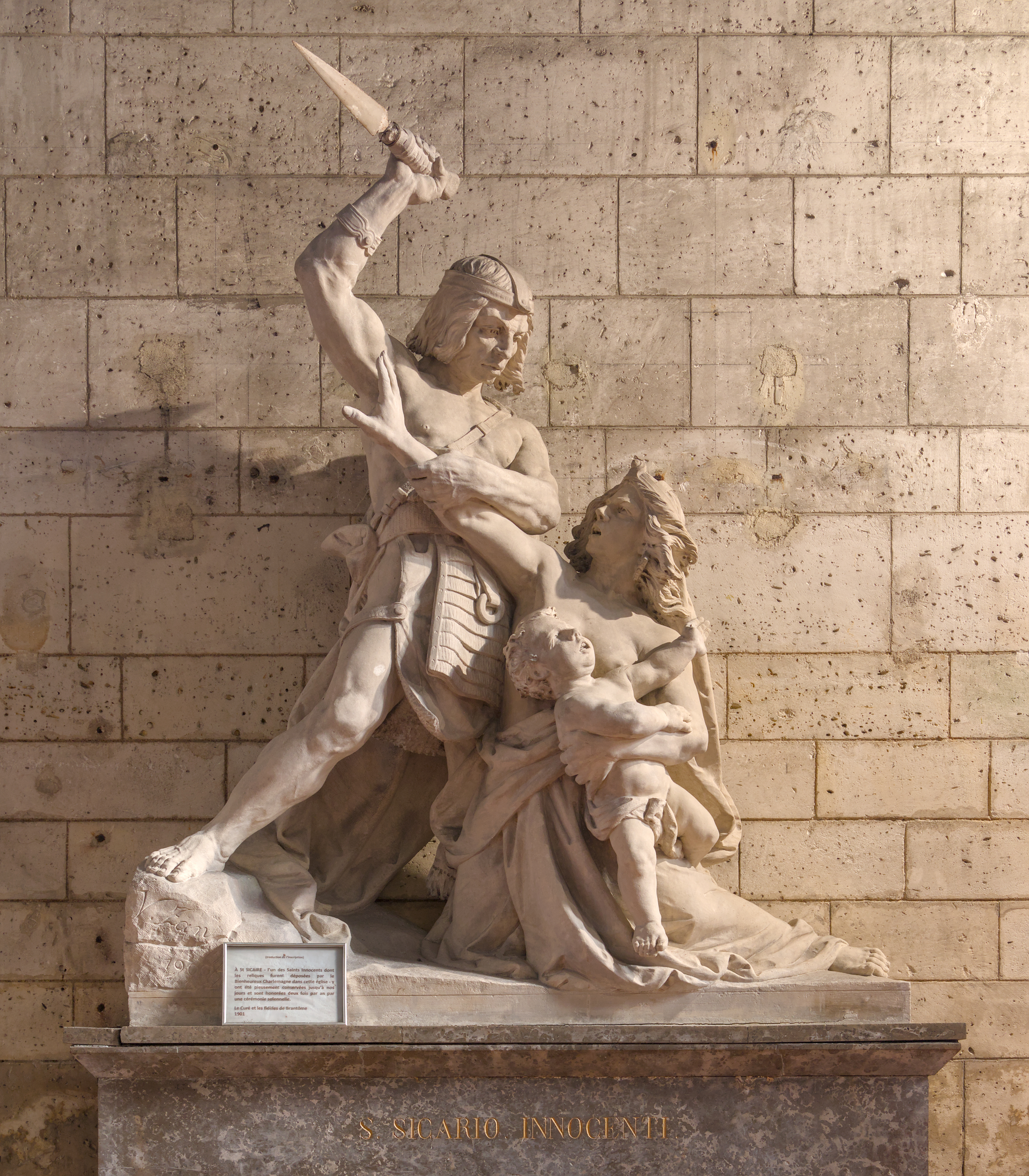
Sculpture représentant le massacre des saints Innocents.
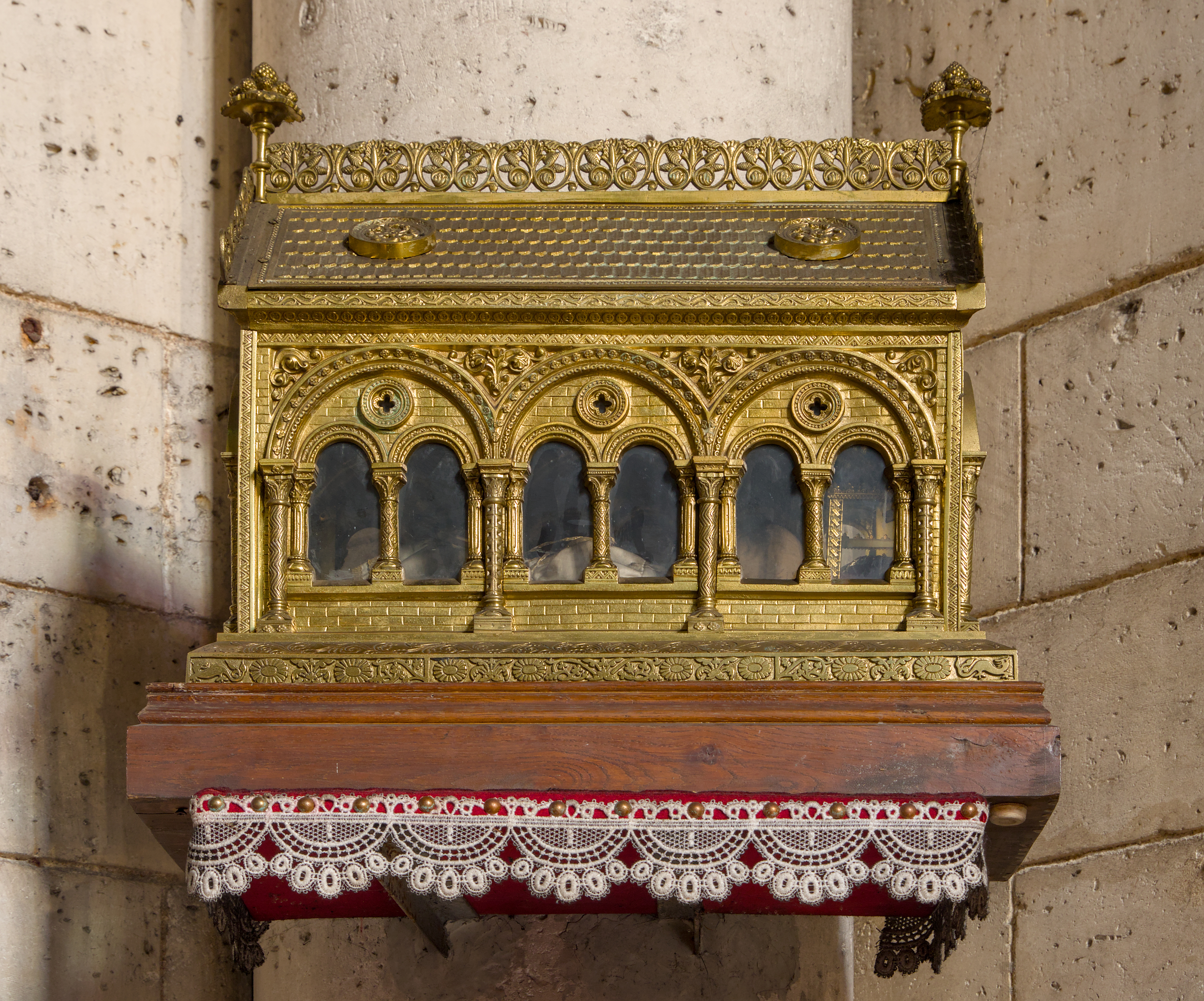
Reliquaire de saint Sicaire.
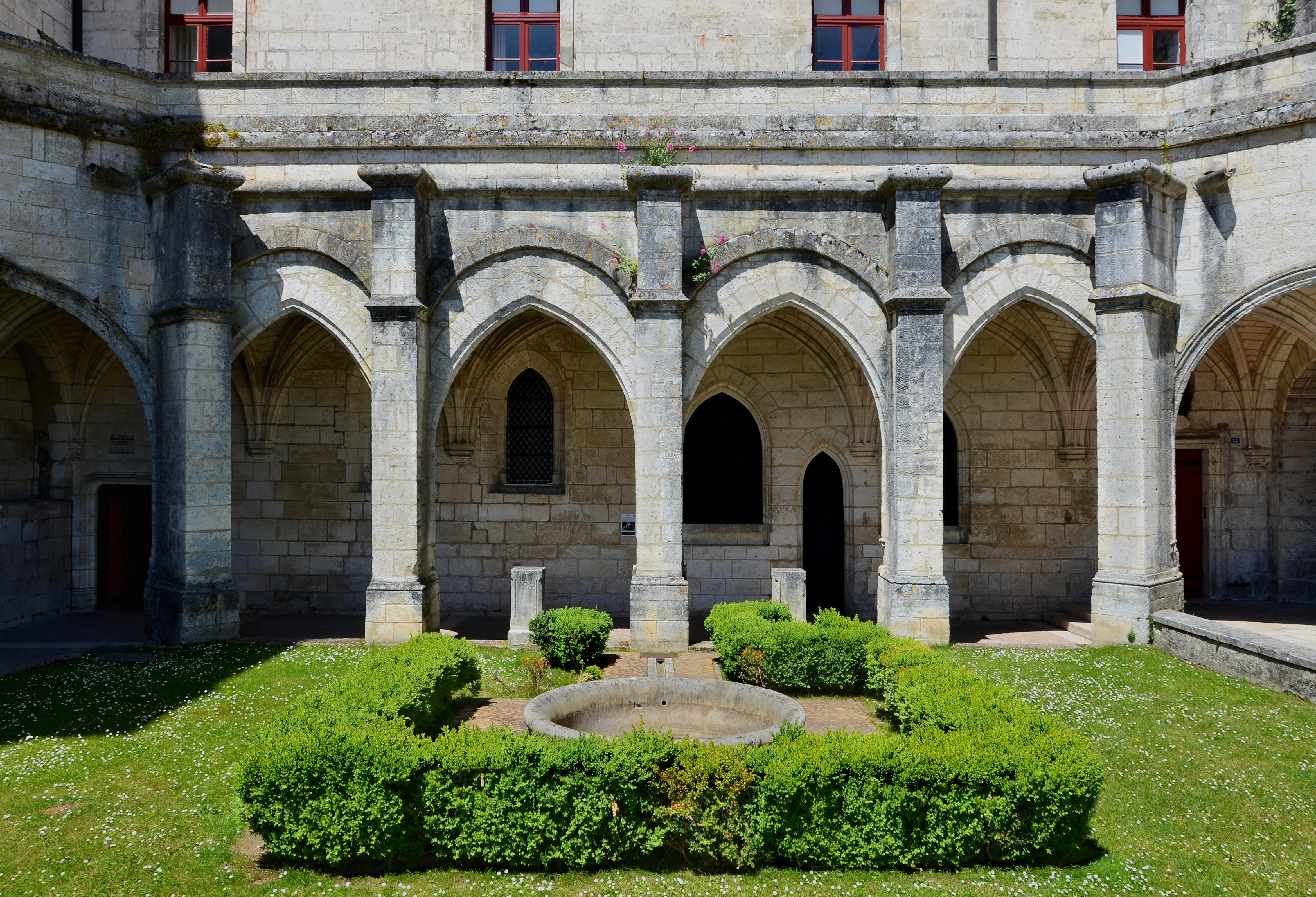
Restes du cloître.
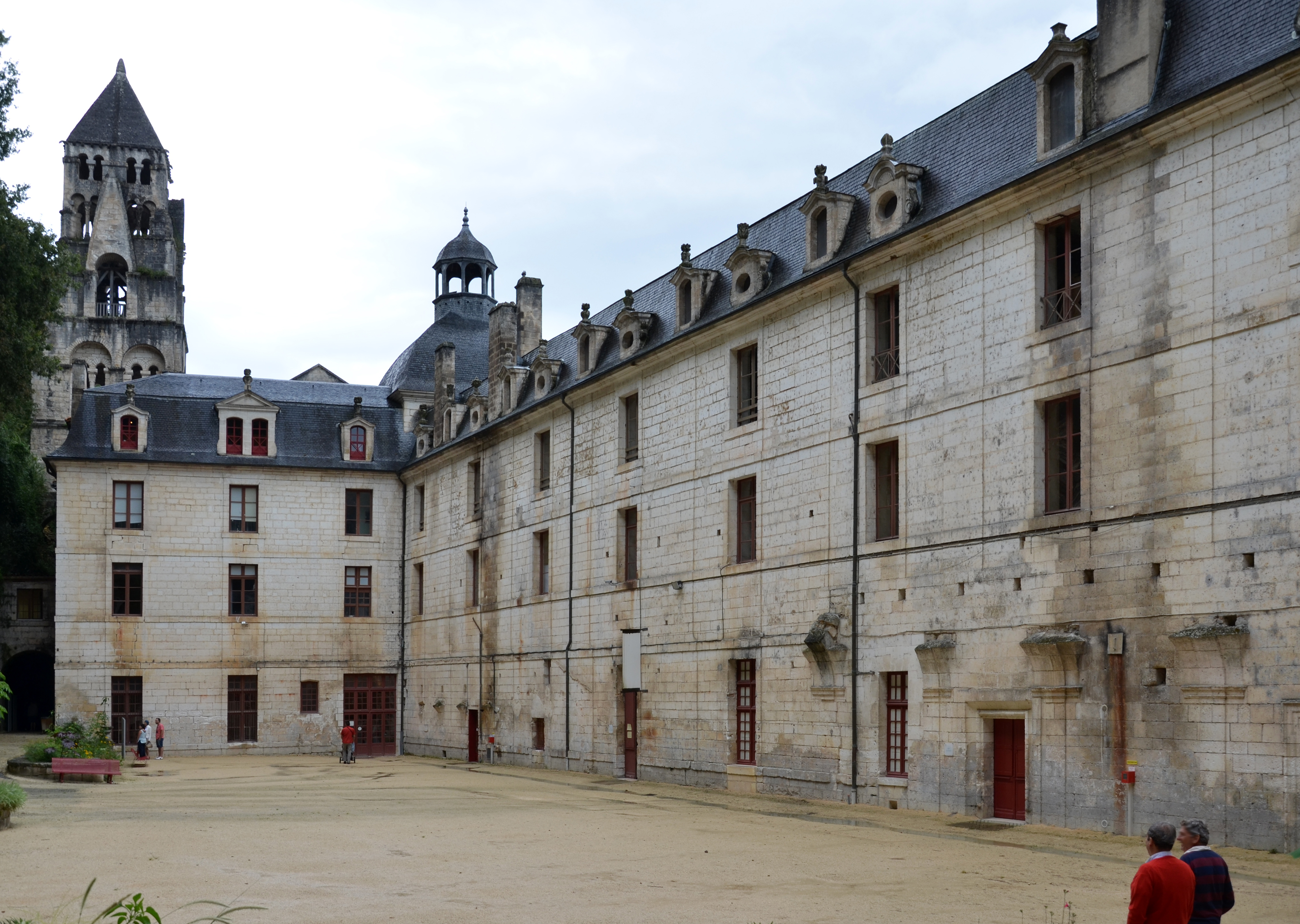
Cour intérieure bâtiments conventuels, abritant aujourd'hui le Musée Fernand-Desmoulin et des salles d'exposition.
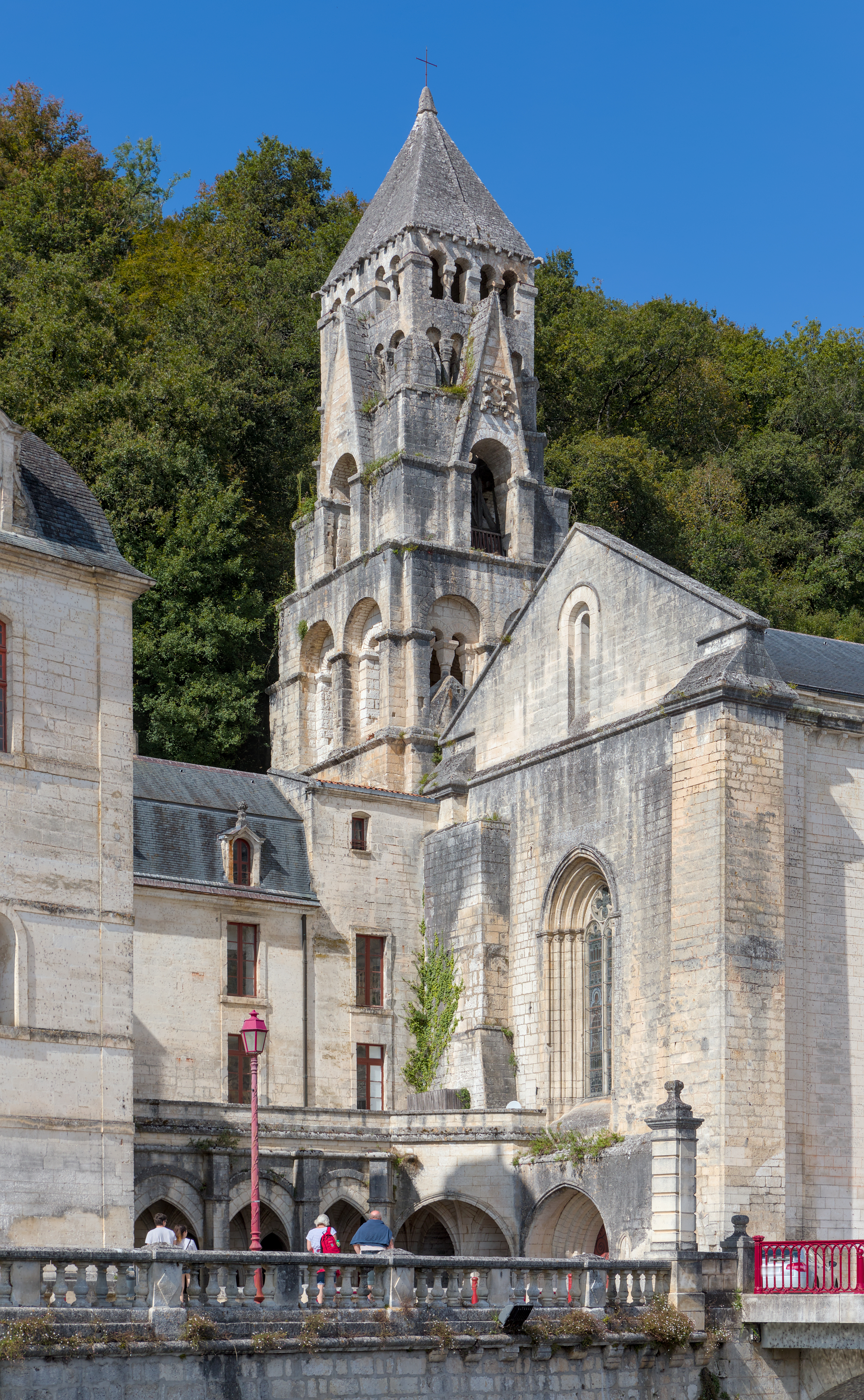
Le clocher surplombant l'abbaye et l'abbatiale.
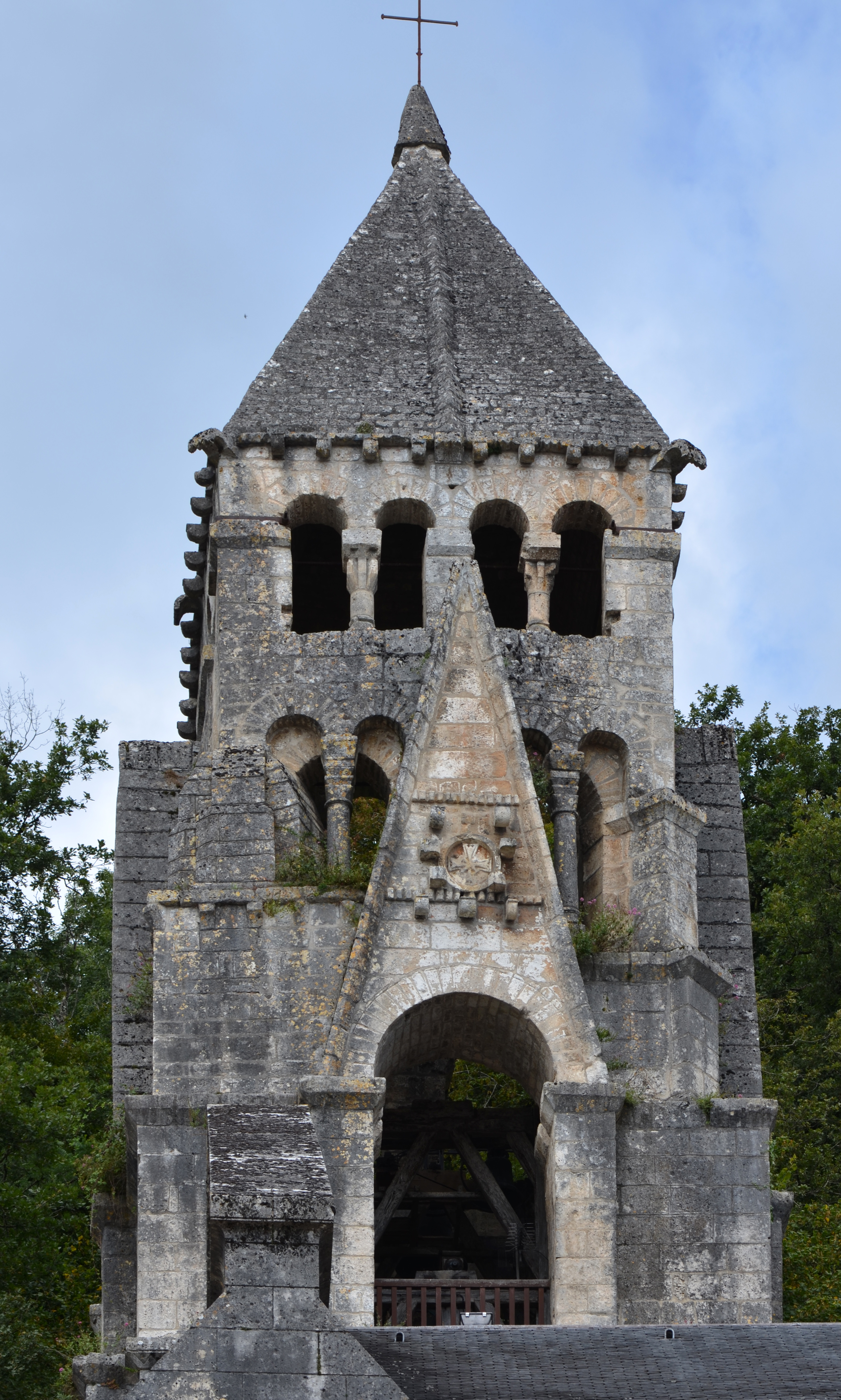
Le clocher-campanile de l'abbaye.
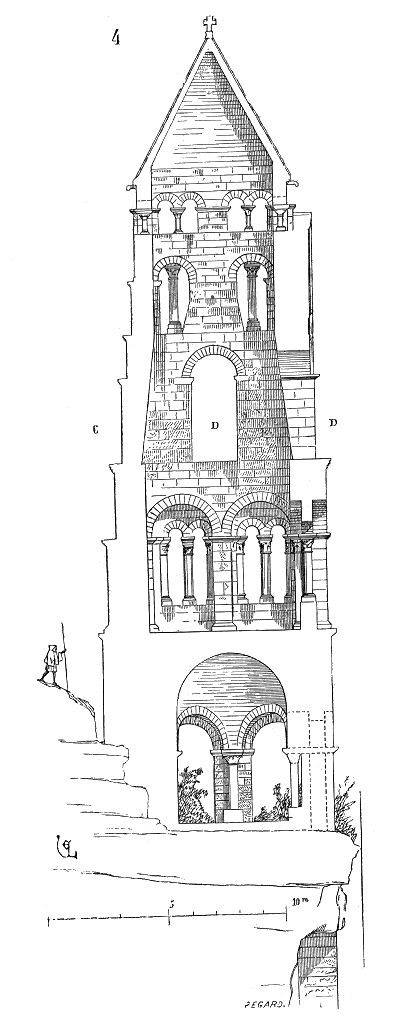
Coupe du clocher, dessinée par Eugène Viollet-le-Duc.

### Les aménagements extérieurs de l'abbaye

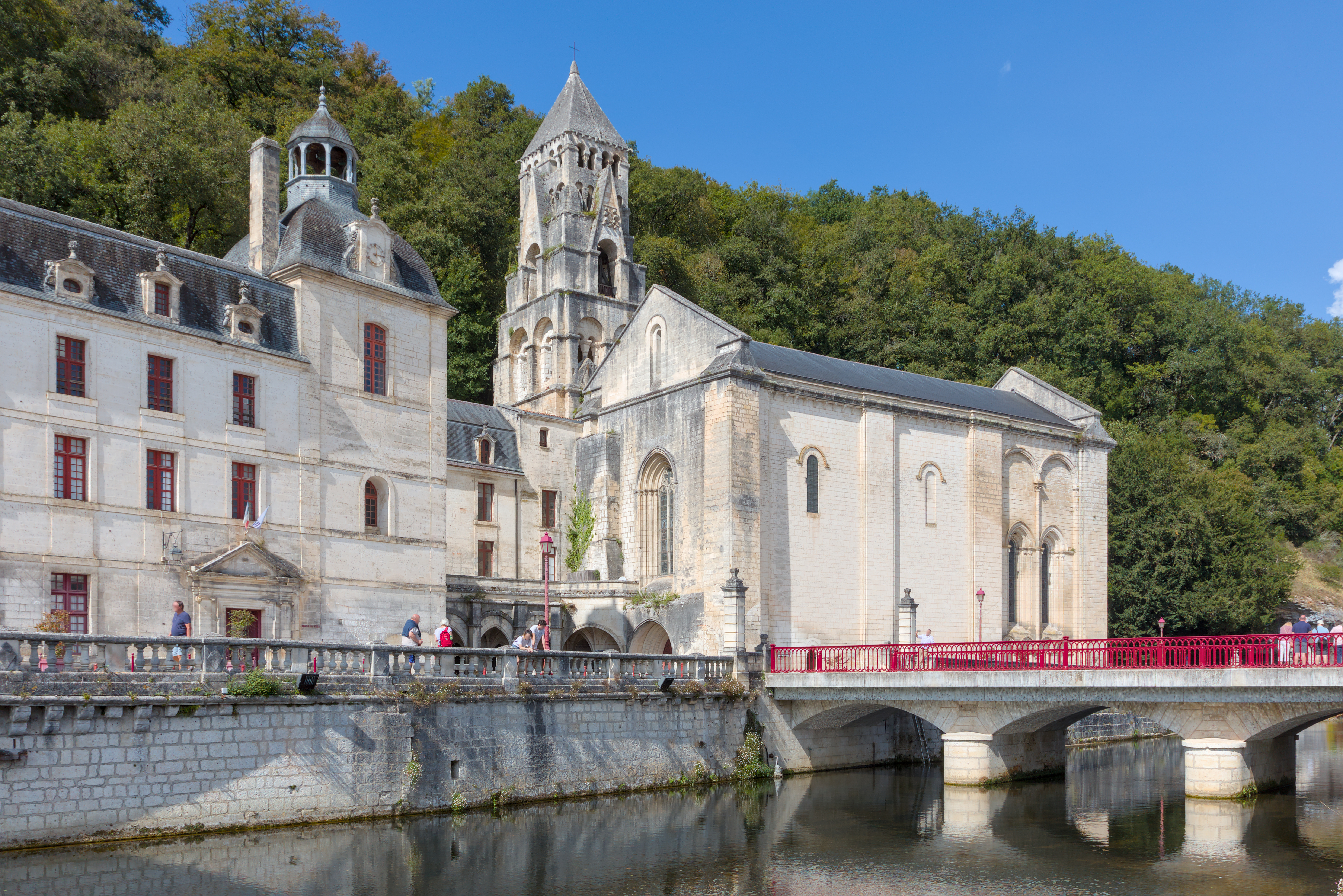
Vue depuis la rive opposée de la Dronne.
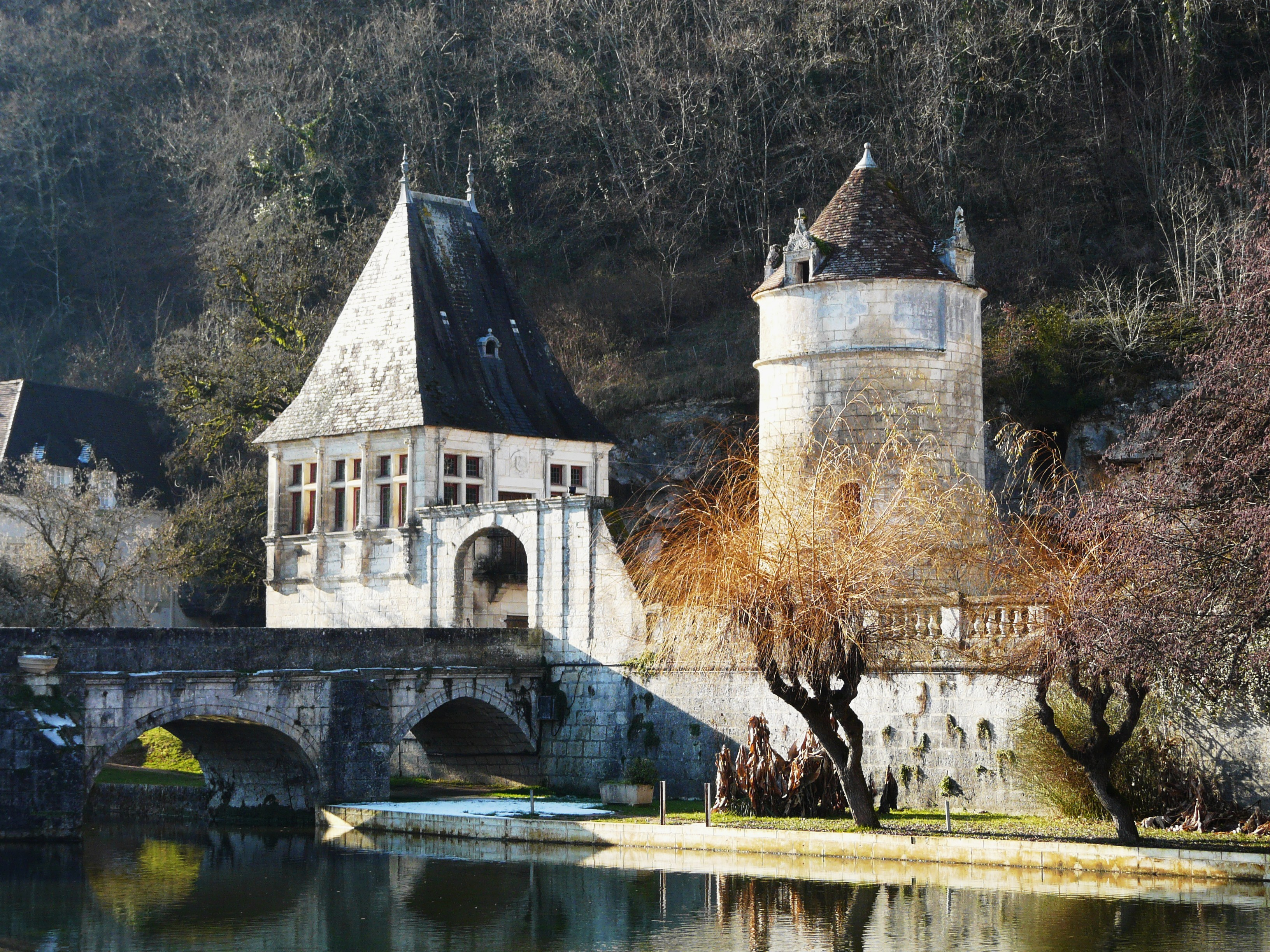
Le pavillon Renaissance et la tour ronde.
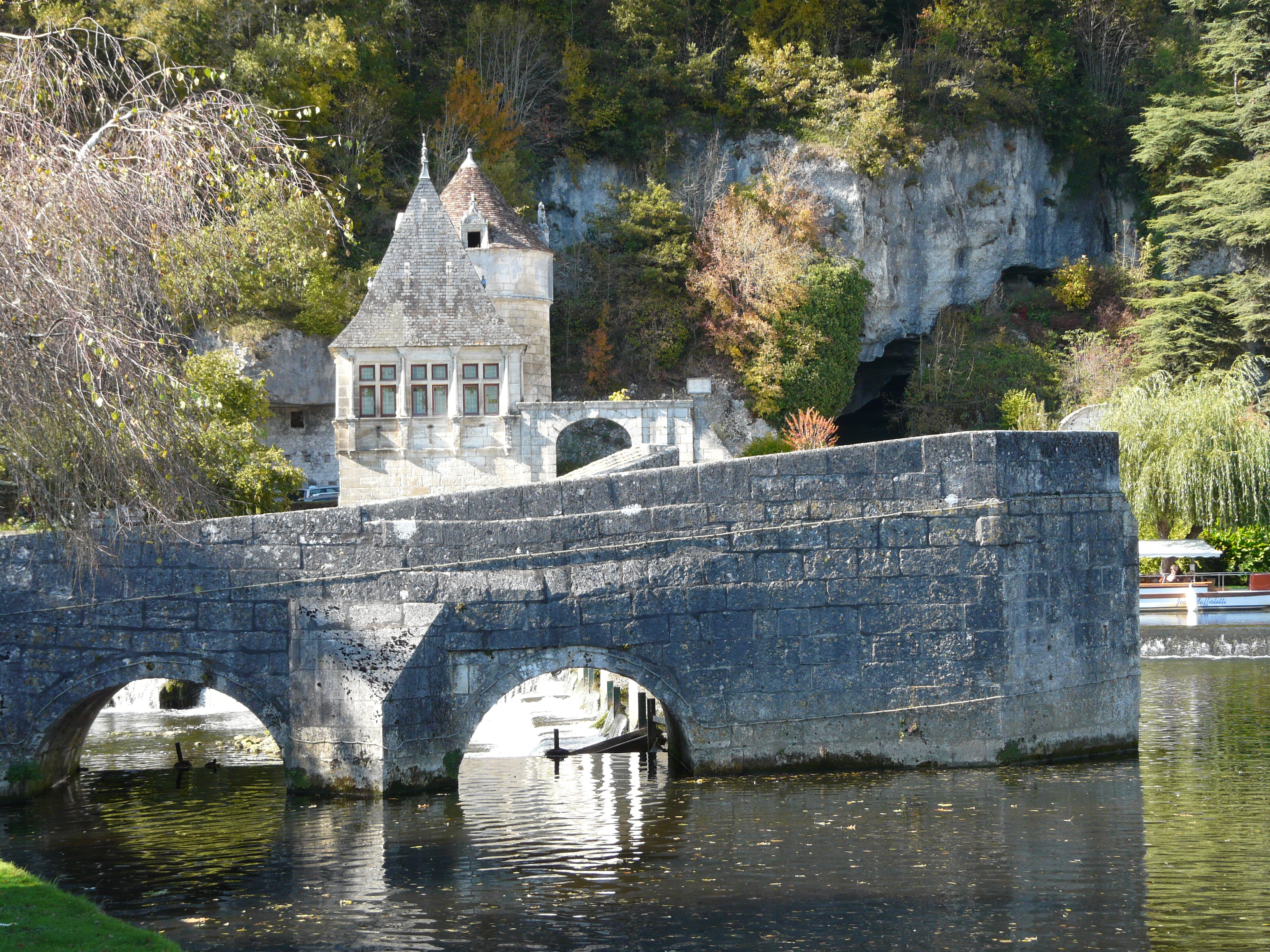
Le pont coudé devant le pavillon Renaissance.
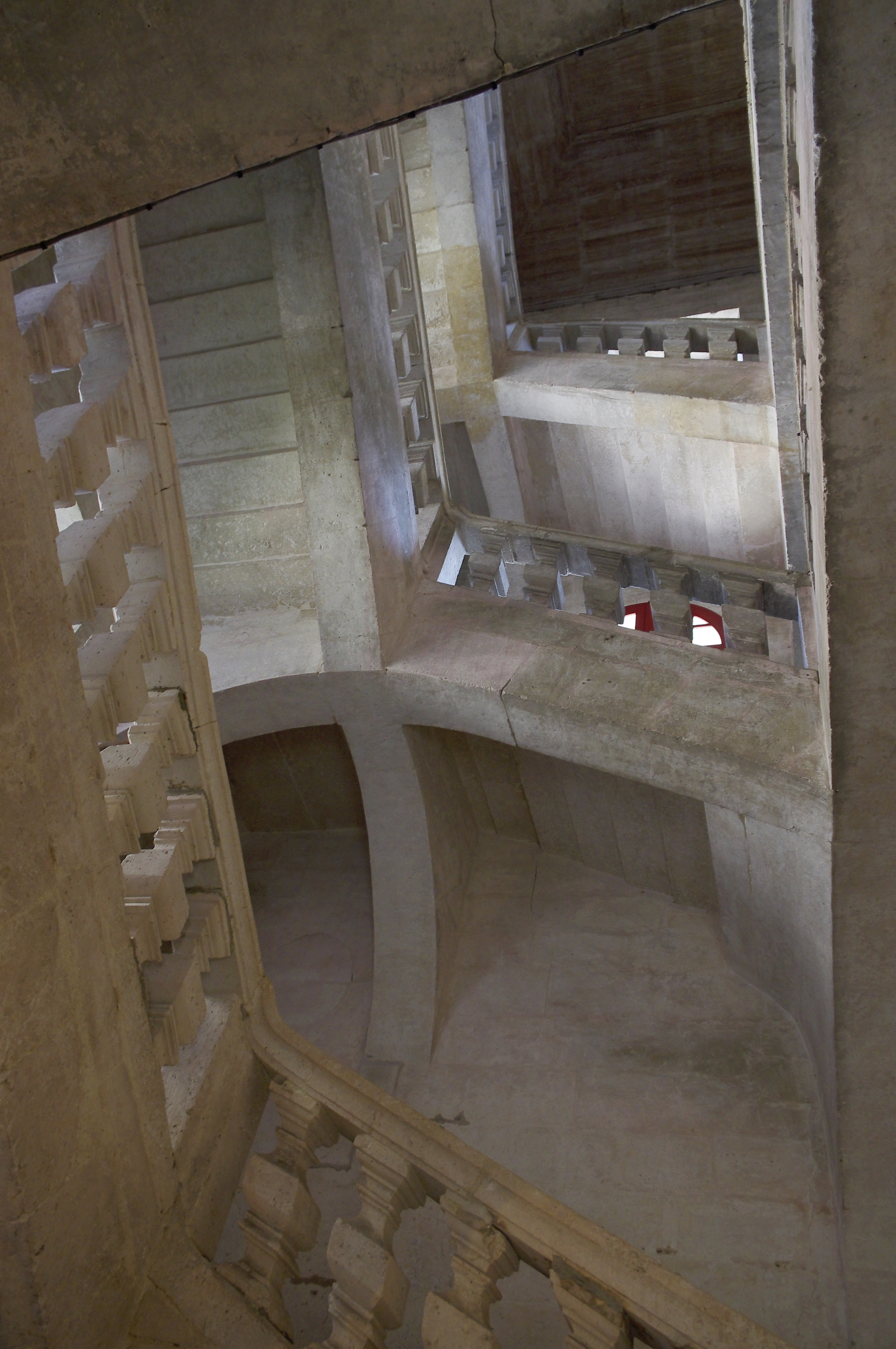
L'escalier Vauban.
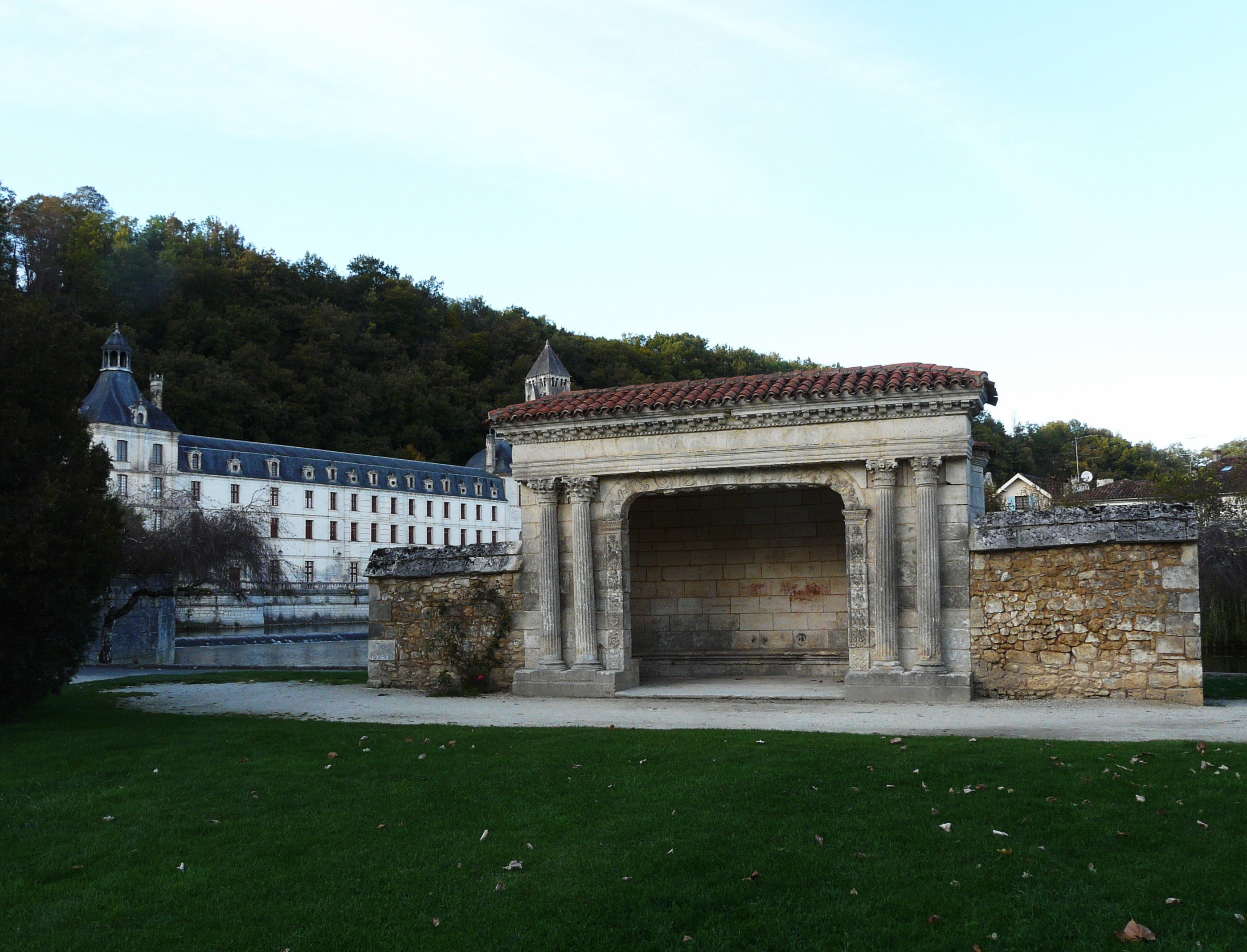
L'un des trois reposoirs.
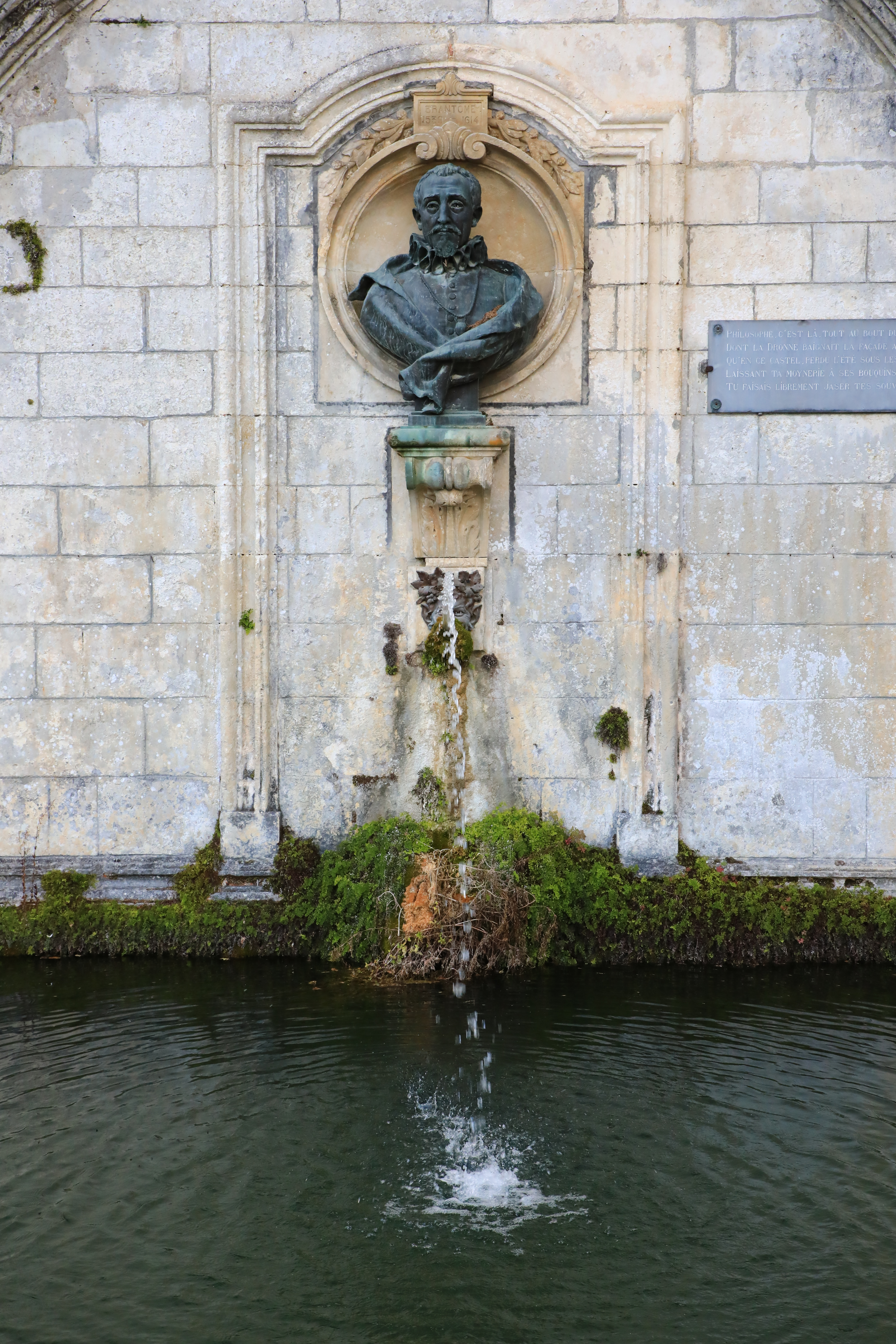
La fontaine Médicis.
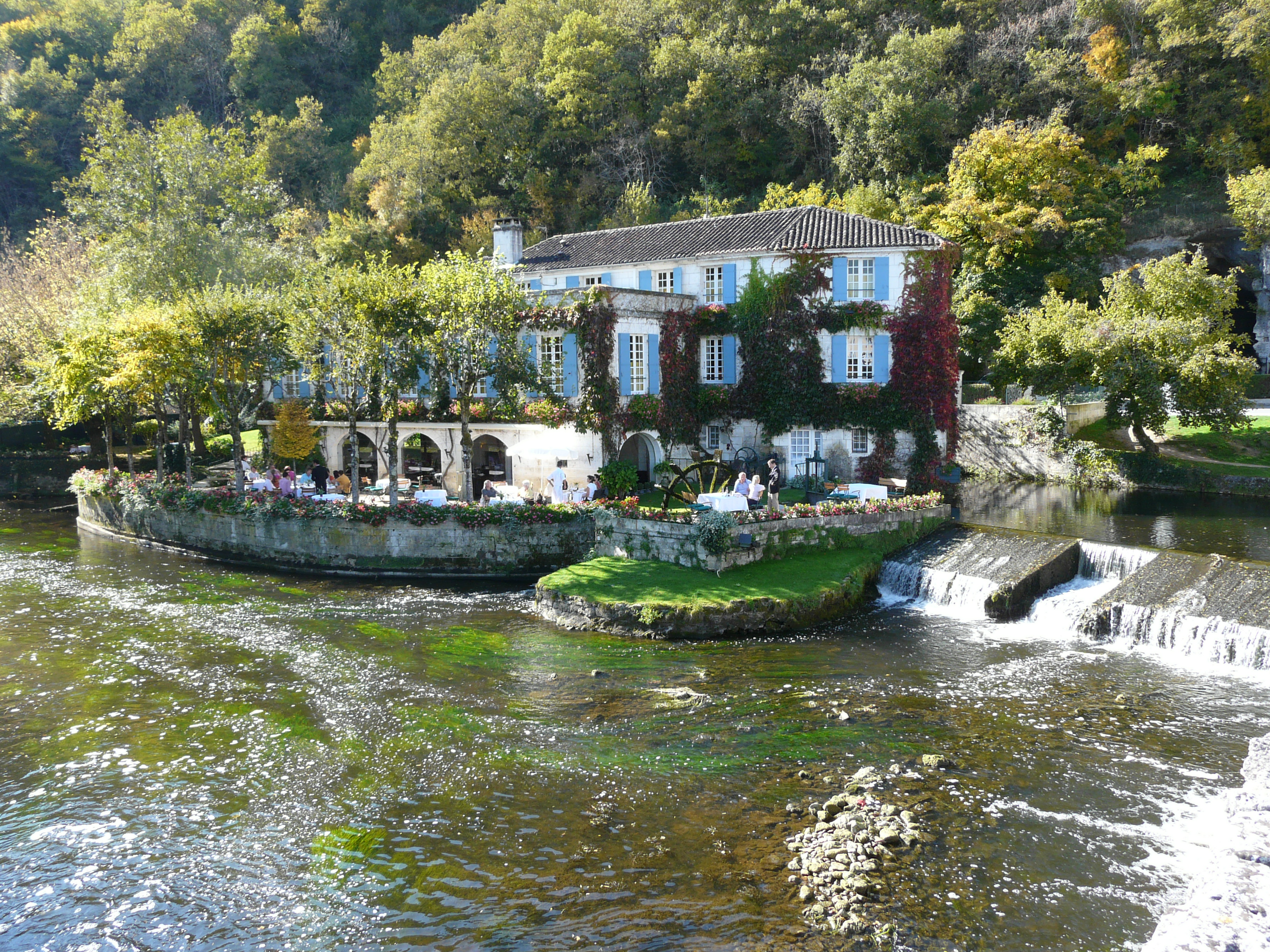
Le moulin de l'abbaye.
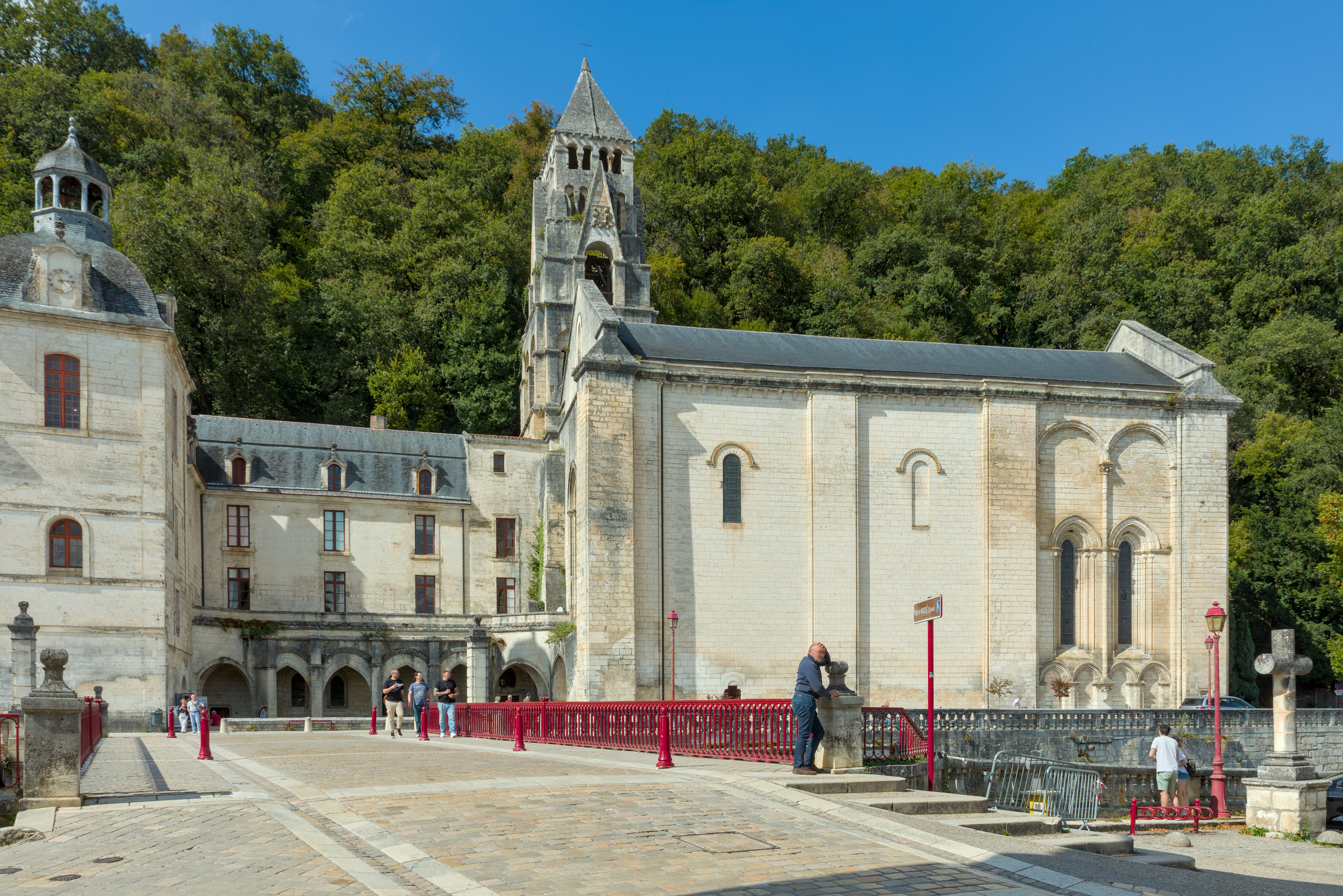
Le pont de l'abbaye.
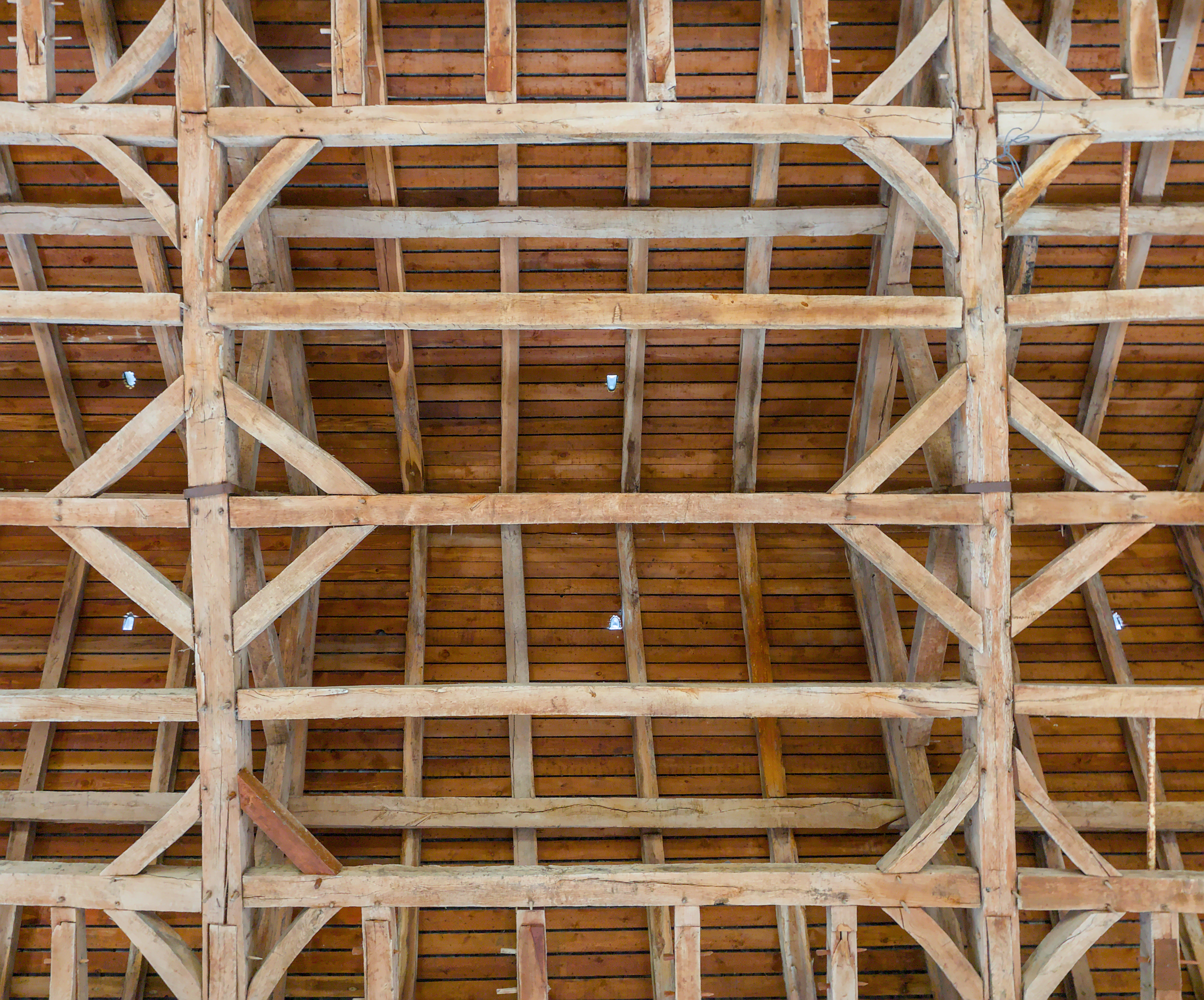
Charpente de l'ancien dortoir des moines.
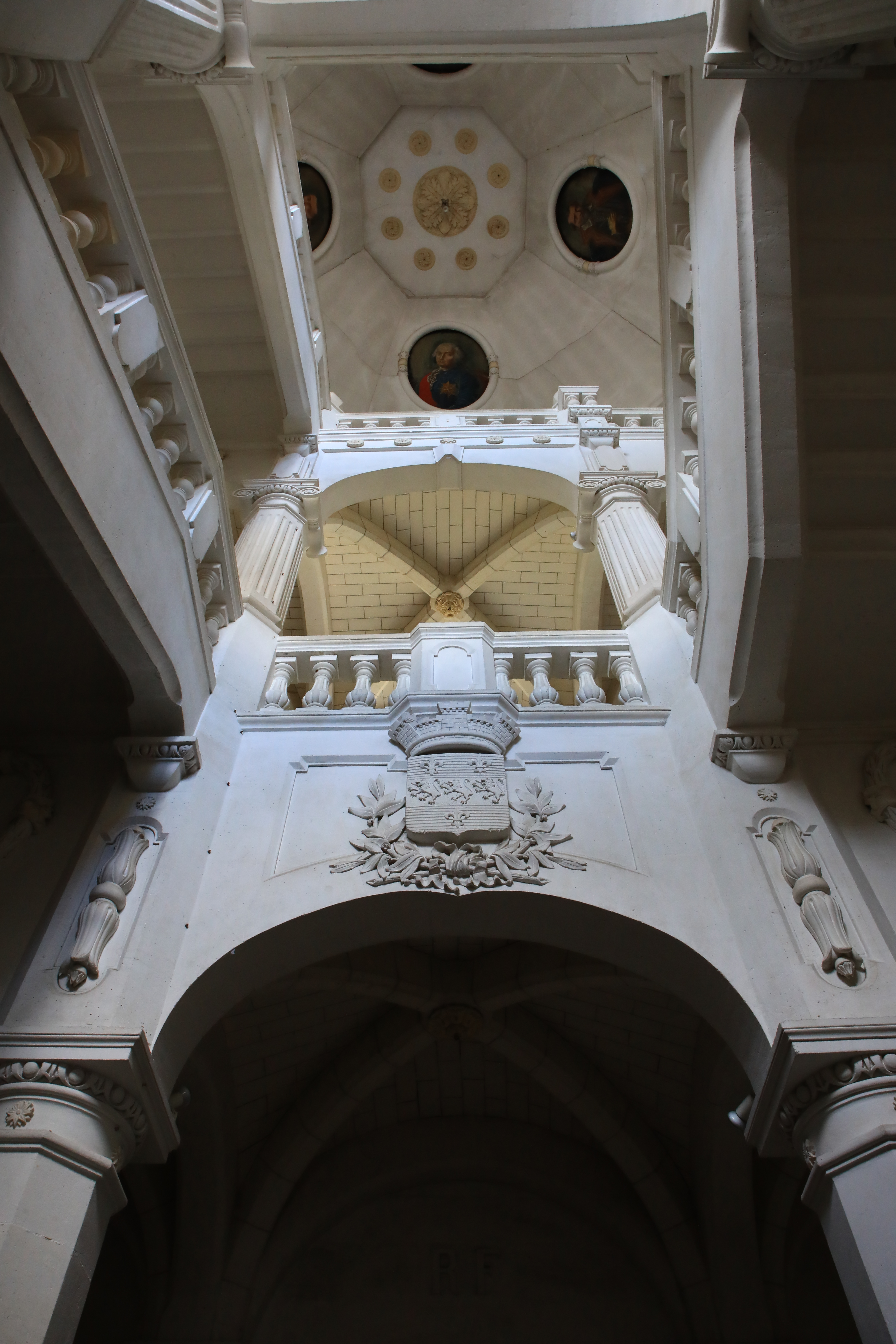
Escalier sud-ouest des bâtiments conventuels.

### Grottes troglodytiques
Les grottes troglodytiques, aujourd'hui en partie dissimulées par les bâtiments conventuels de l'abbaye Saint-Pierre, sont les vestiges du premier monastère bénédictin de Brantôme (VIIIe siècle) creusé dans la falaise calcaire. Les parties souterraines conservées et non décapées par l'exploitation des carrières de pierre à bâtir conservent les traces des cellules monastiques, de pigeonniers creusés dans la paroi calcaire, d'une fontaine « miraculeuse » dédiée à saint Sicaire, dont les reliques auraient été offertes aux moines par Charlemagne, et qui sont encore conservées dans l’abbatiale. On y trouve aussi les restes d’une pisciculture où les moines élevaient des alevins de saumons. Une des grandes « grottes » (en fait vastes chambres troglodytiques creusées dans la roche), dite « Grotte du Jugement dernier » contient deux bas-reliefs monumentaux. La partie troglodytique de l’abbaye peut être visitée (sans visite commentée, mais avec l’aide de panneaux explicatifs), visite couplée avec le musée Fernand-Desmoulin qui fait face à la falaise et éventuellement avec une visite commentée (pour les groupes uniquement sur réservation). Après des chutes d'arbres et de rochers, le site a été fermé en octobre 2023 et doit rouvrir, après sécurisation, en mai 2025.

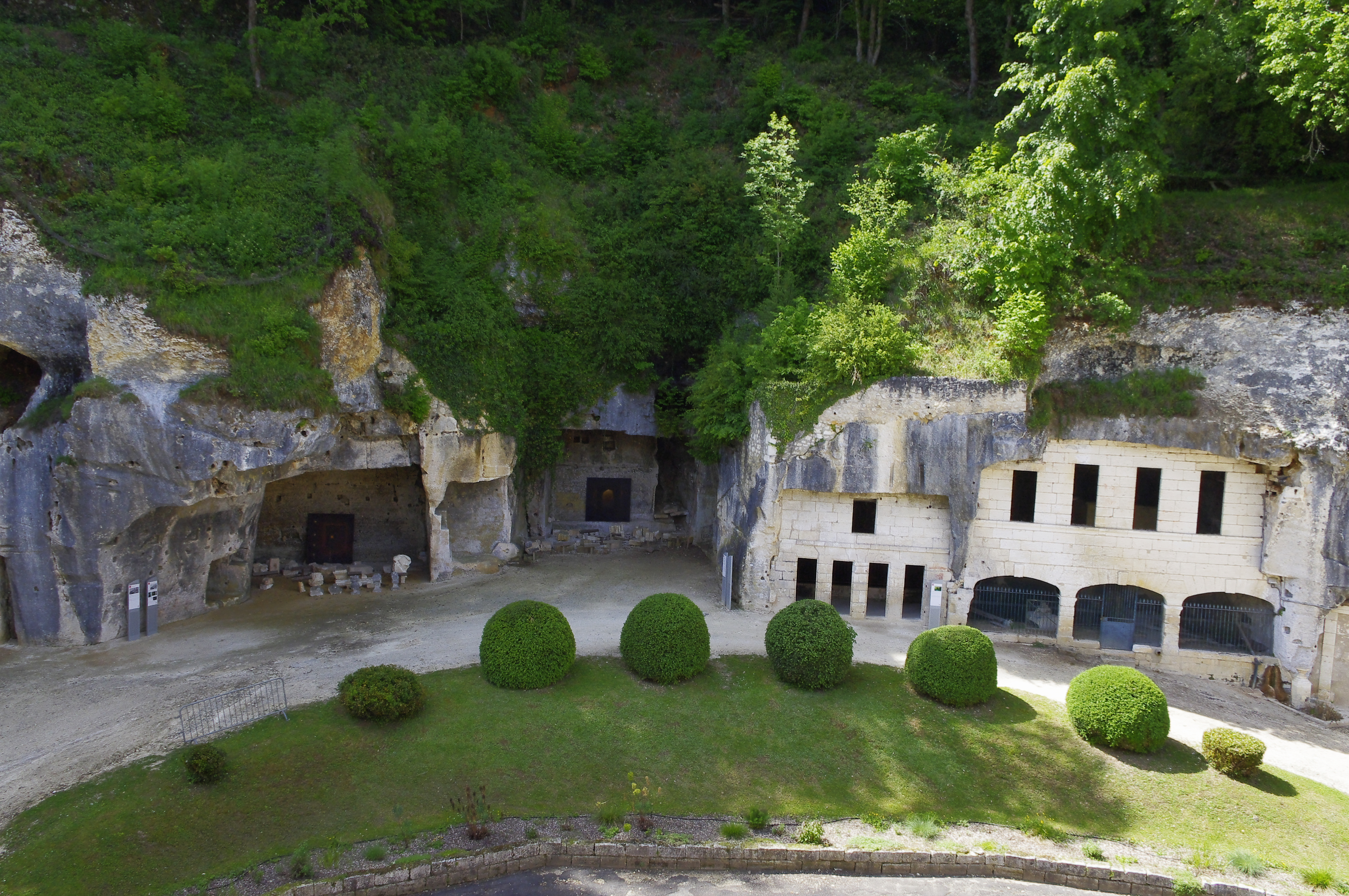
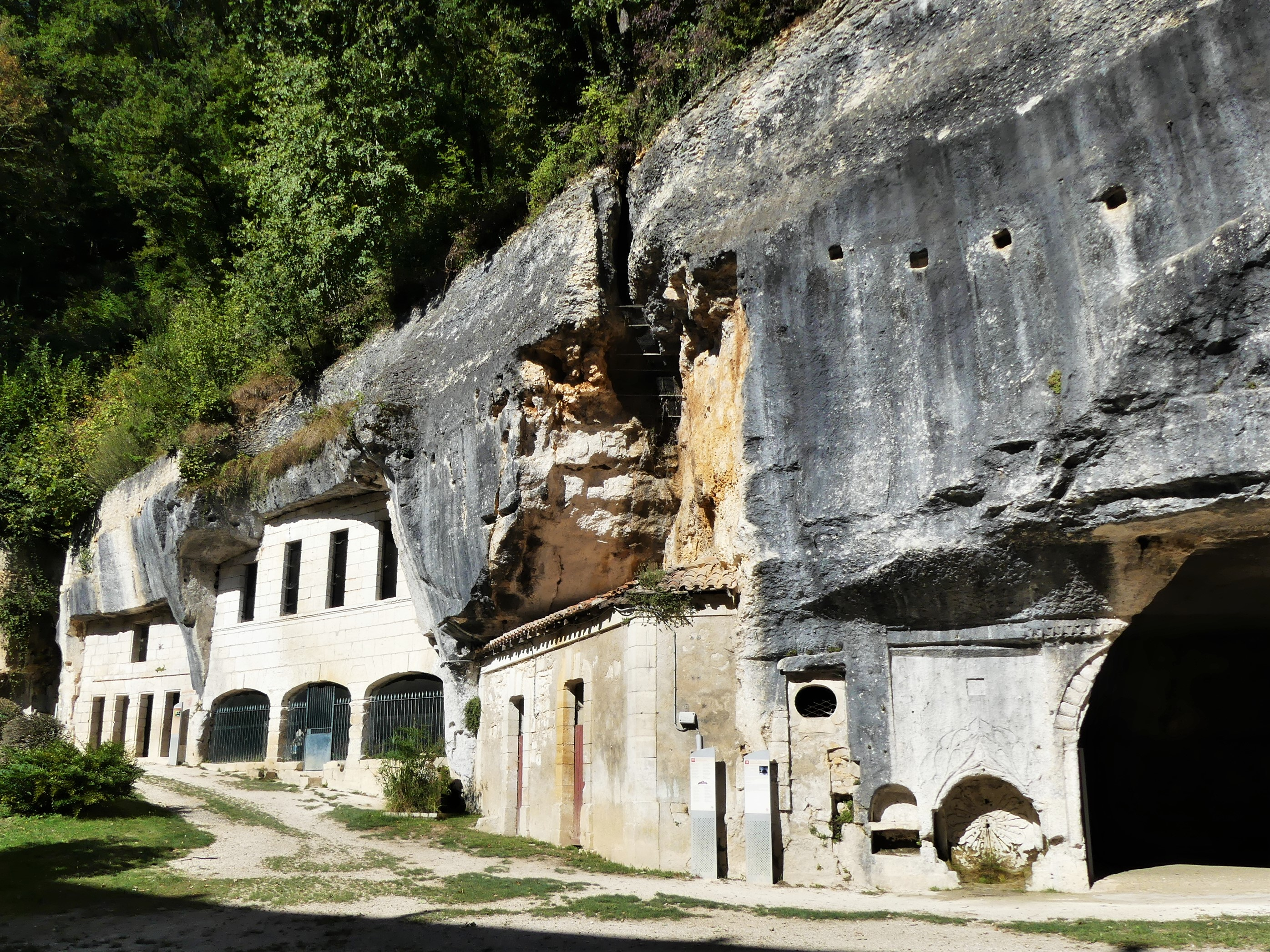
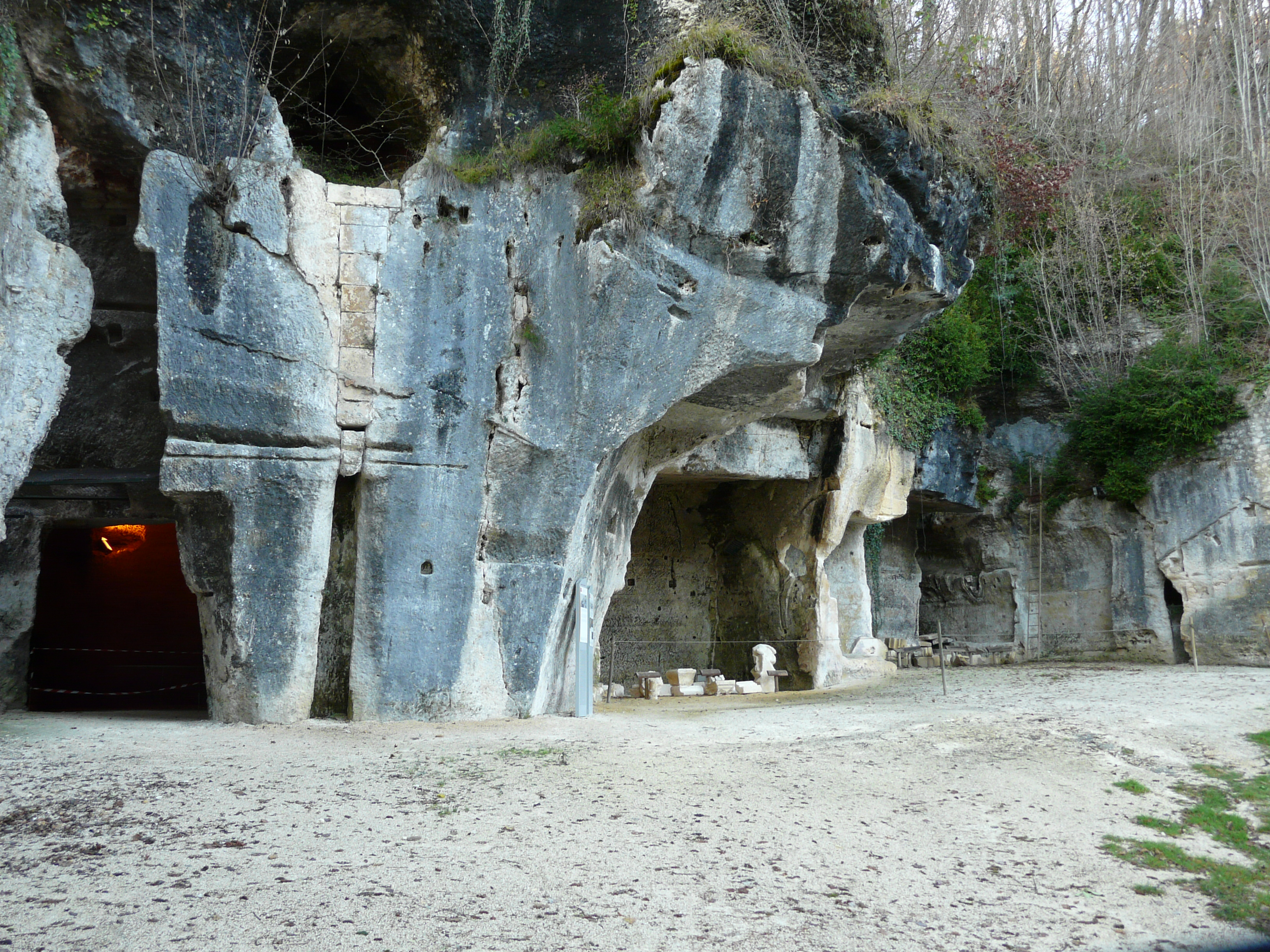
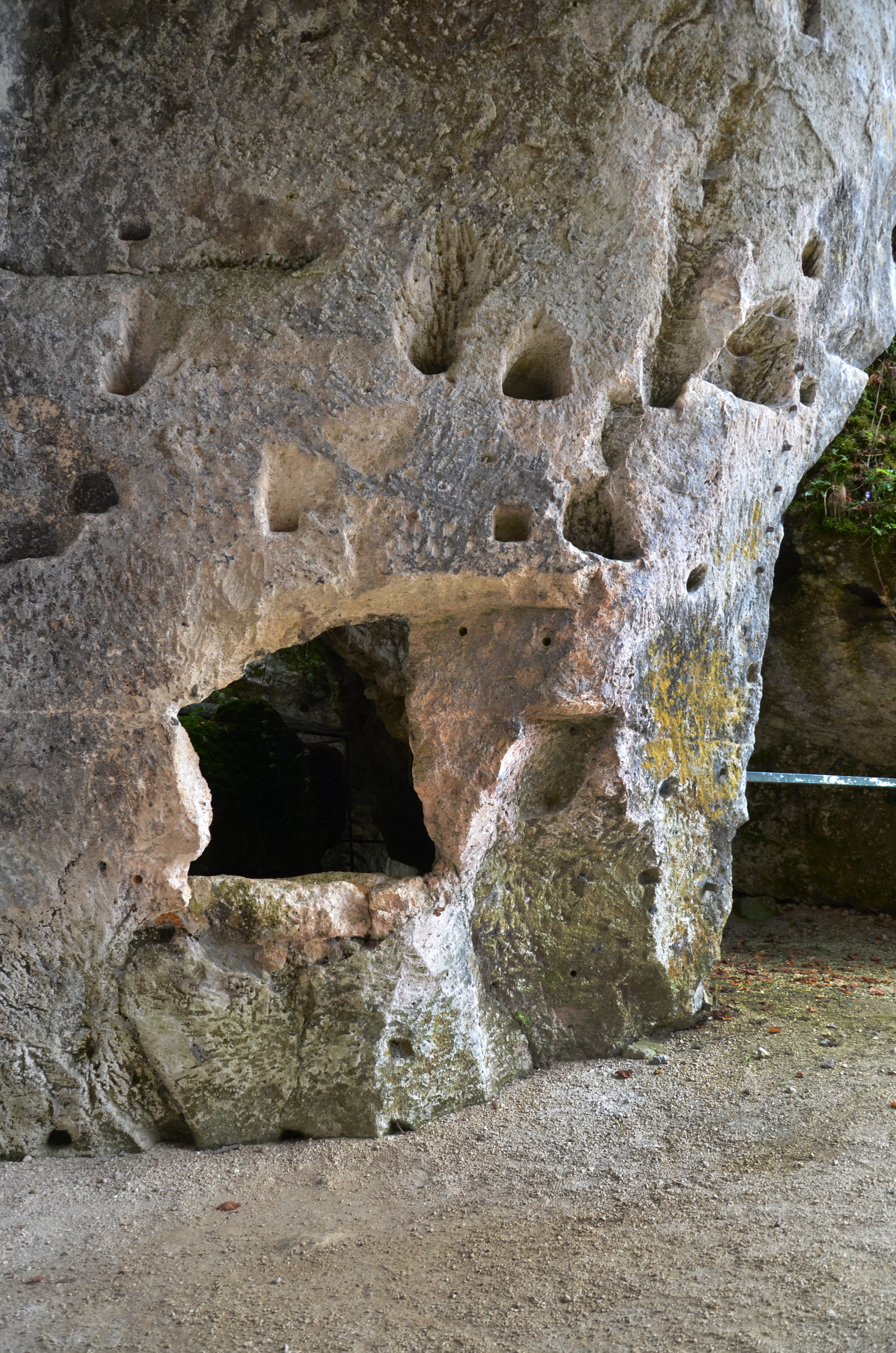
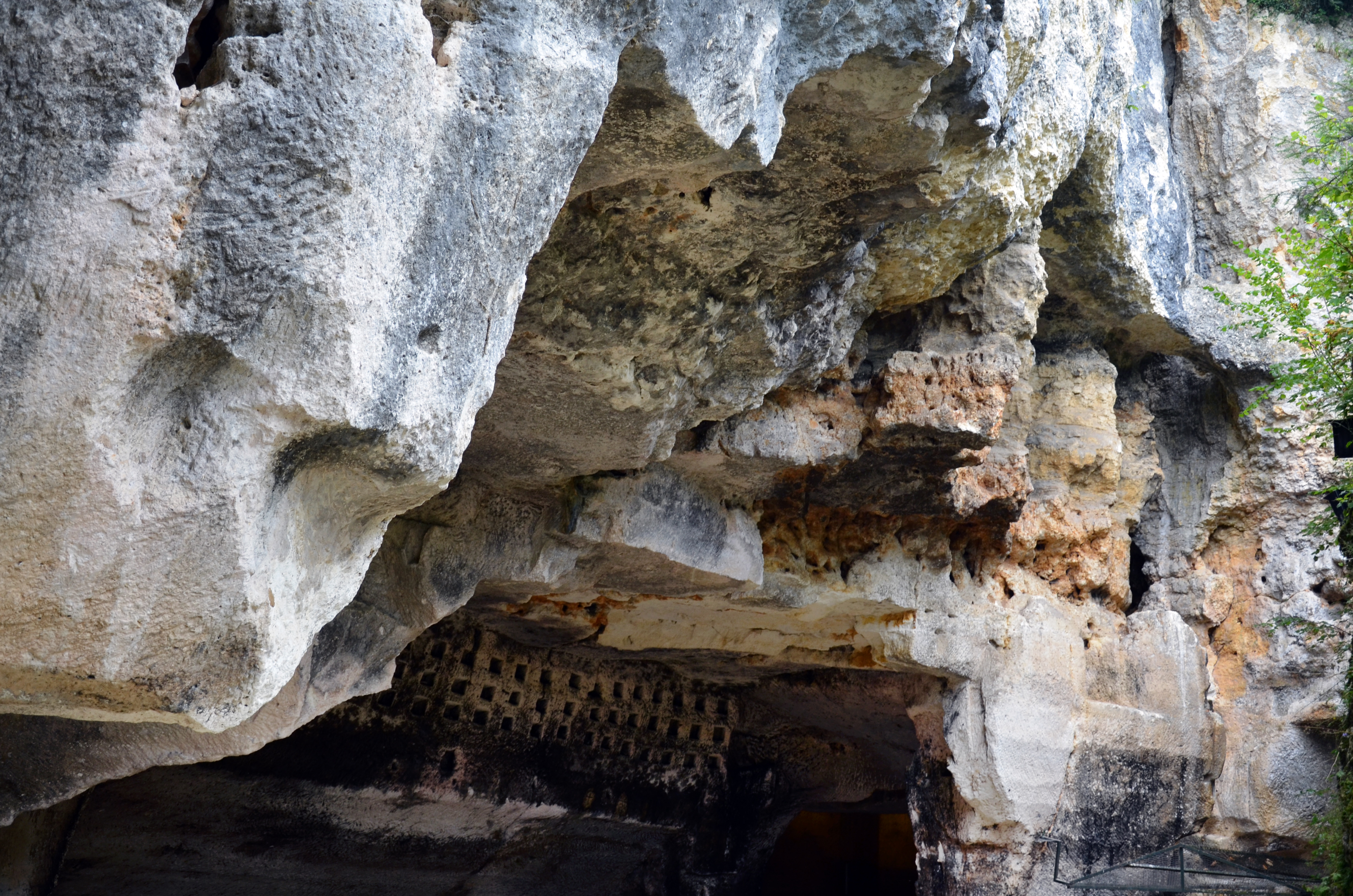
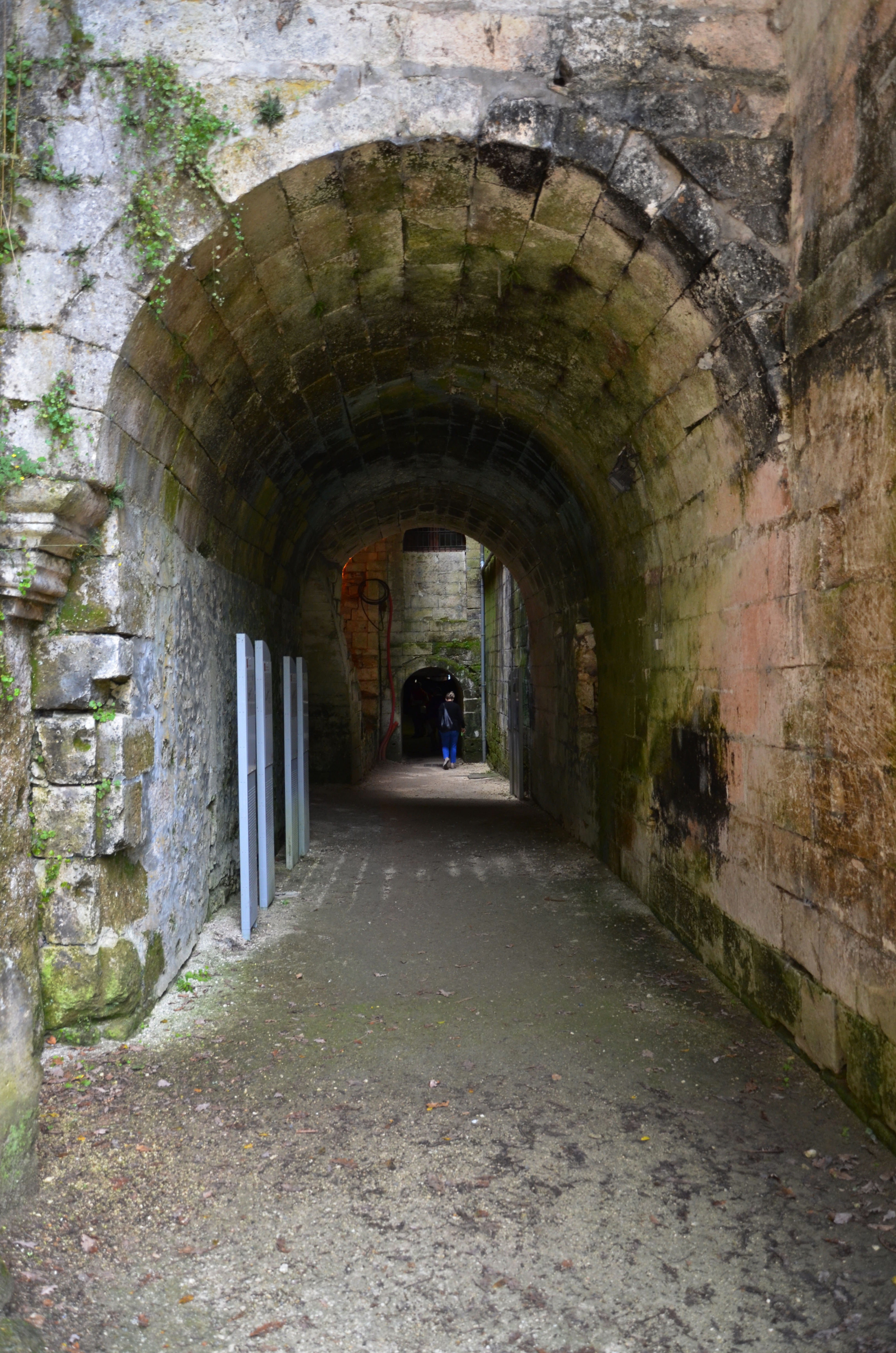
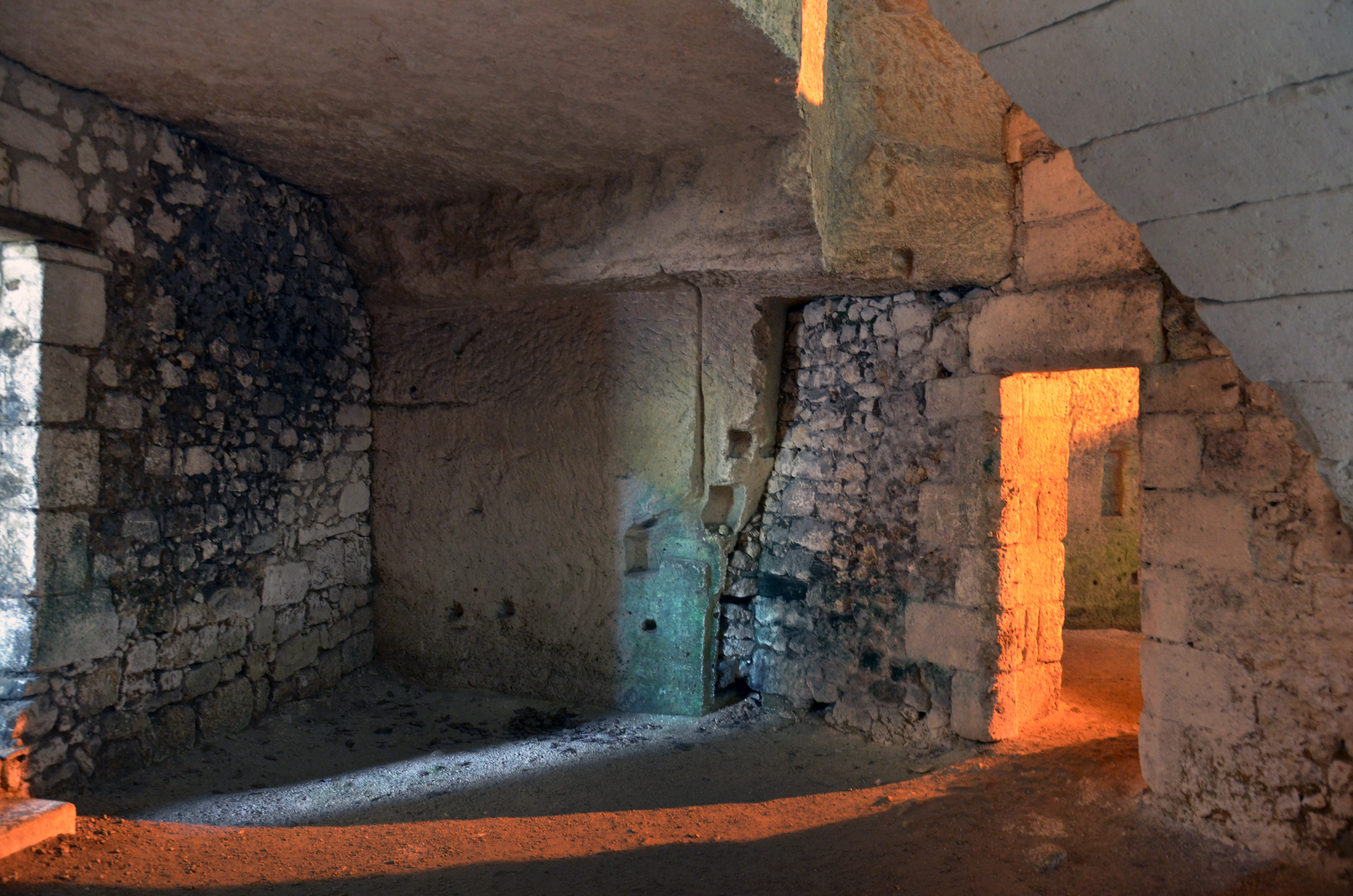
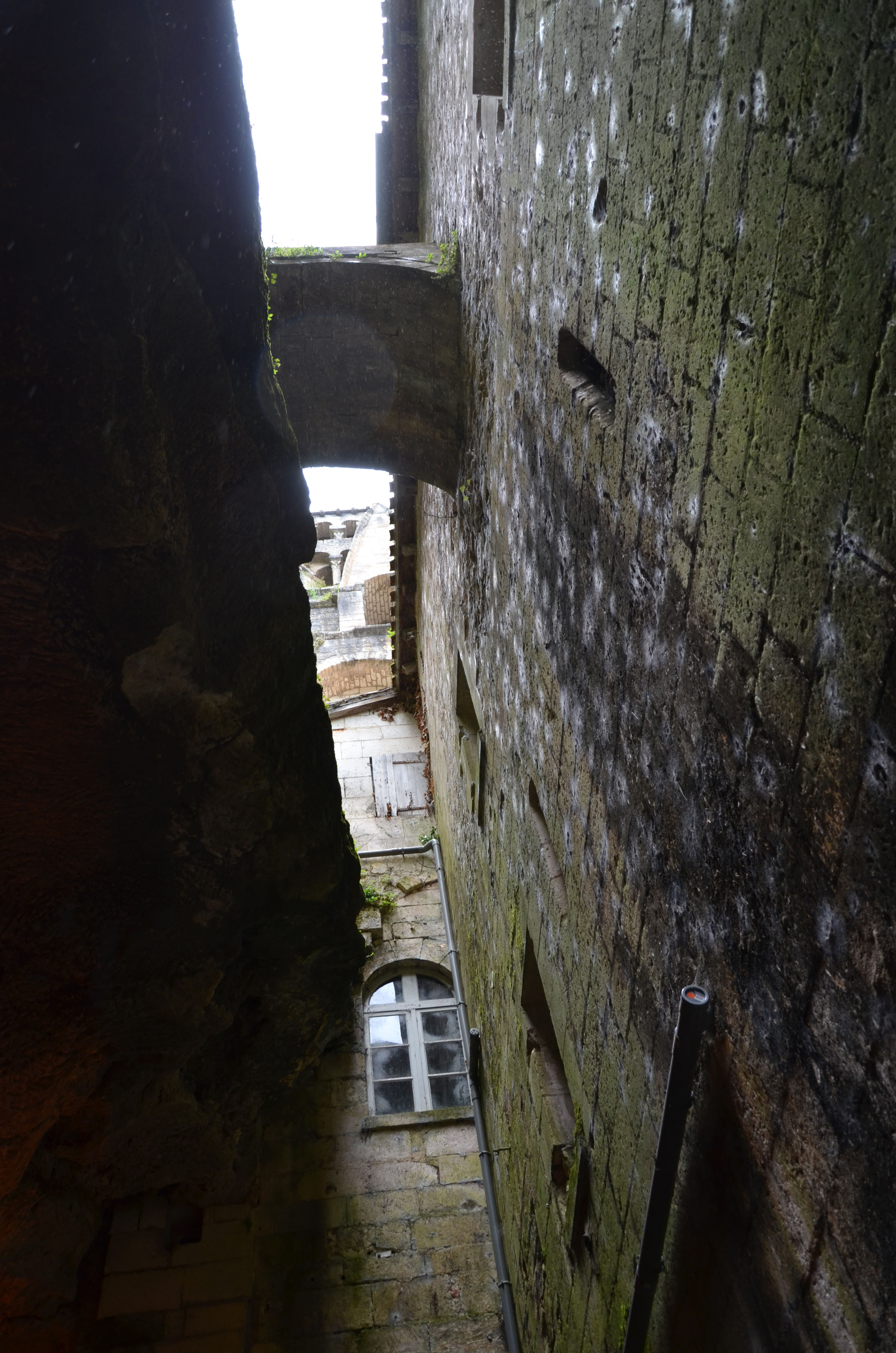
Couloir.
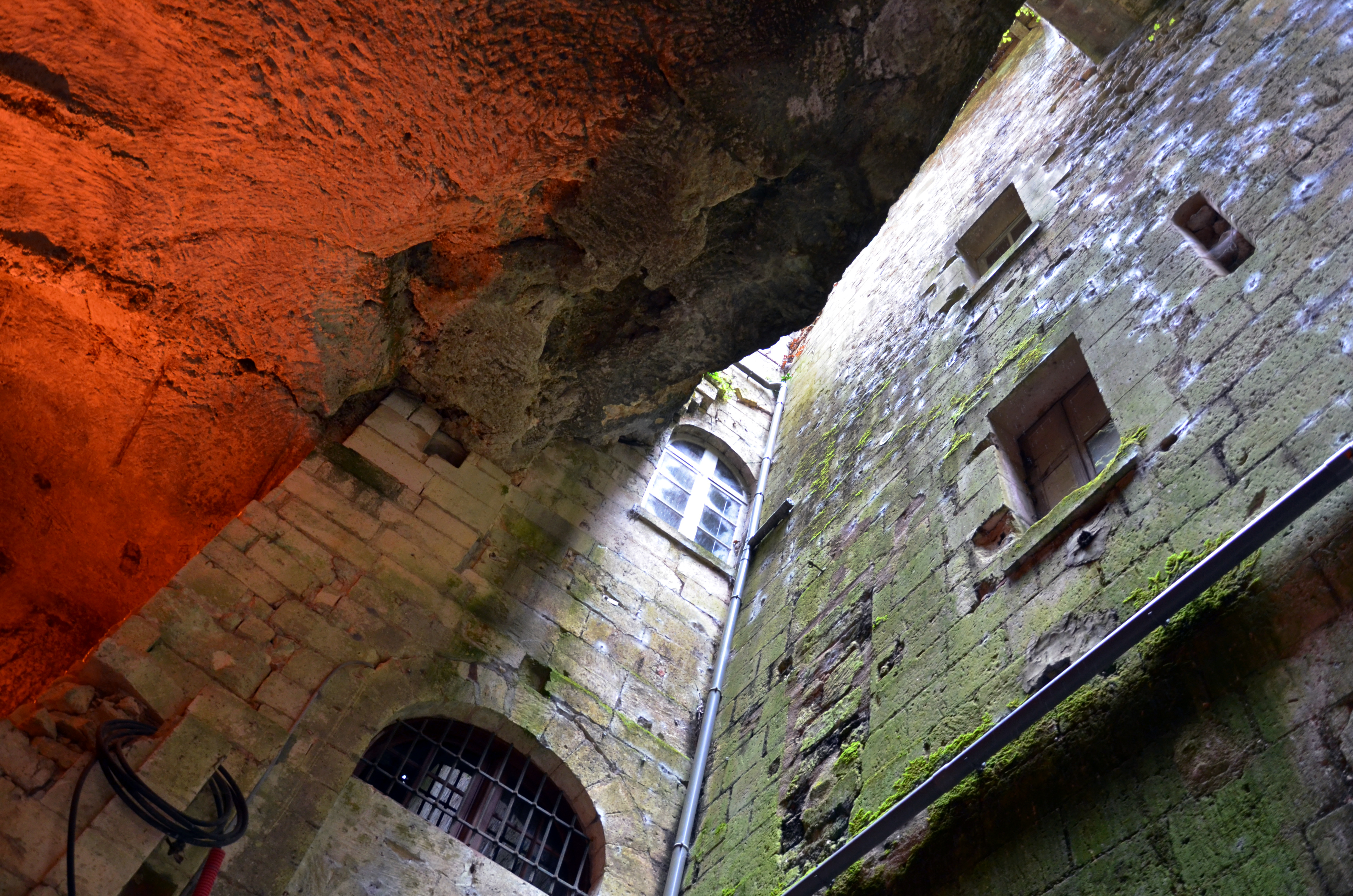
Vestiges du premier monastère bénédictin.

### La grotte du Jugement dernier

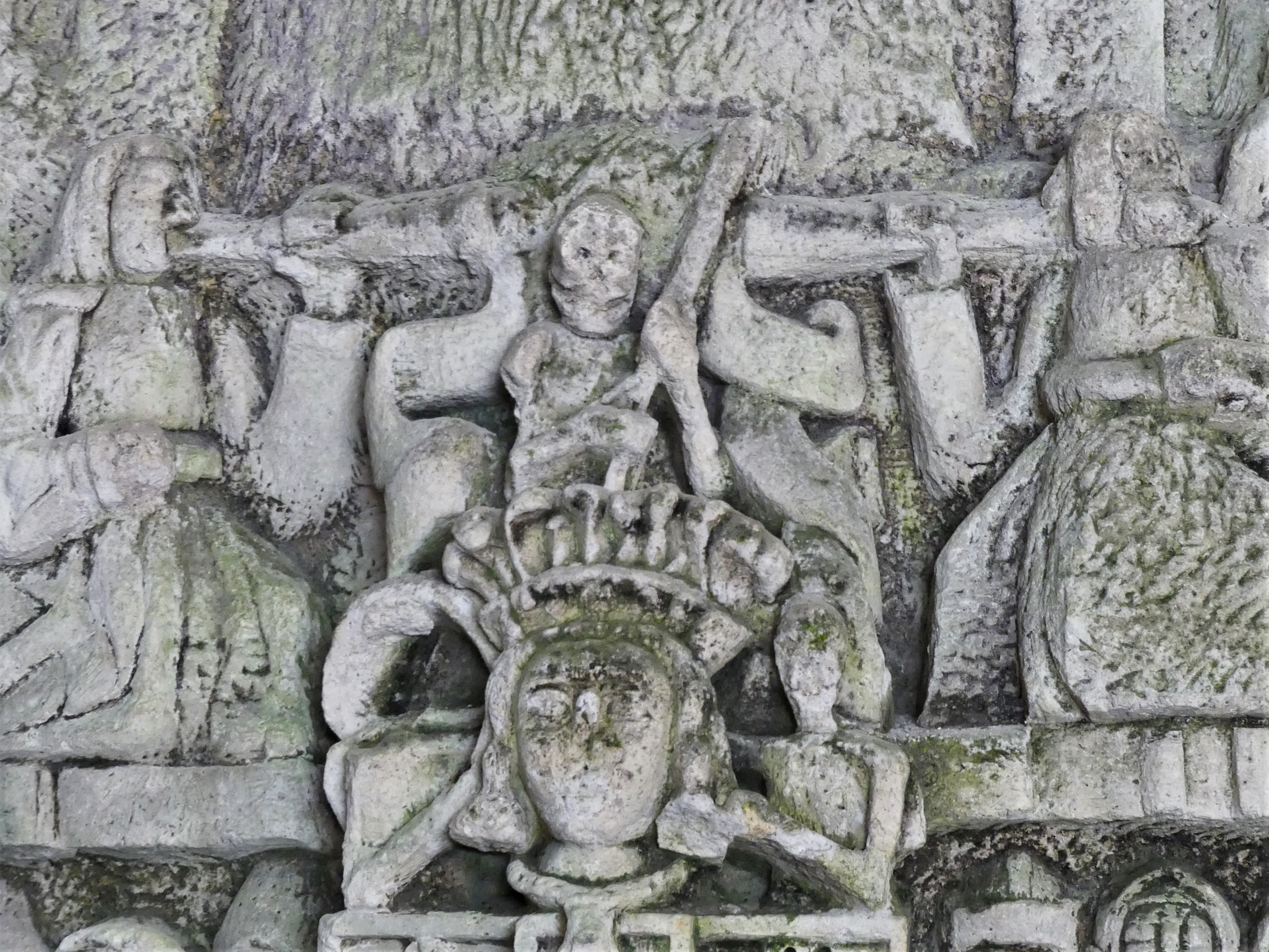
Détail de la scène du Jugement dernier : la mort représentée par un squelette tenant une faux, surmonte une tête couronnée qui porte une bourse autour du cou.

Au nord-ouest de l'ensemble troglodytique, la grotte du Jugement dernier présente deux remarquables bas-reliefs que surmontent les boulins d'un ancien pigeonnier. La sculpture la plus imposante est celle du Jugement dernier qui daterait de la fin XVe siècle : dominé par la silhouette de Dieu le Père, ce bas-relief fait l'objet de nombreuses interprétations : composition obtenue en retravaillant un panneau sculpté antérieur représentant une divinité païenne, une Vierge à l'Enfant, un christ en gloire… Sur la droite, le deuxième bas-relief qui daterait du XVIIe siècle représente la Crucifixion de Jésus au pied duquel se trouvent Marie Madeleine, la Vierge Marie agenouillée et l'apôtre Jean, avec de chaque côté un religieux agenouillé.

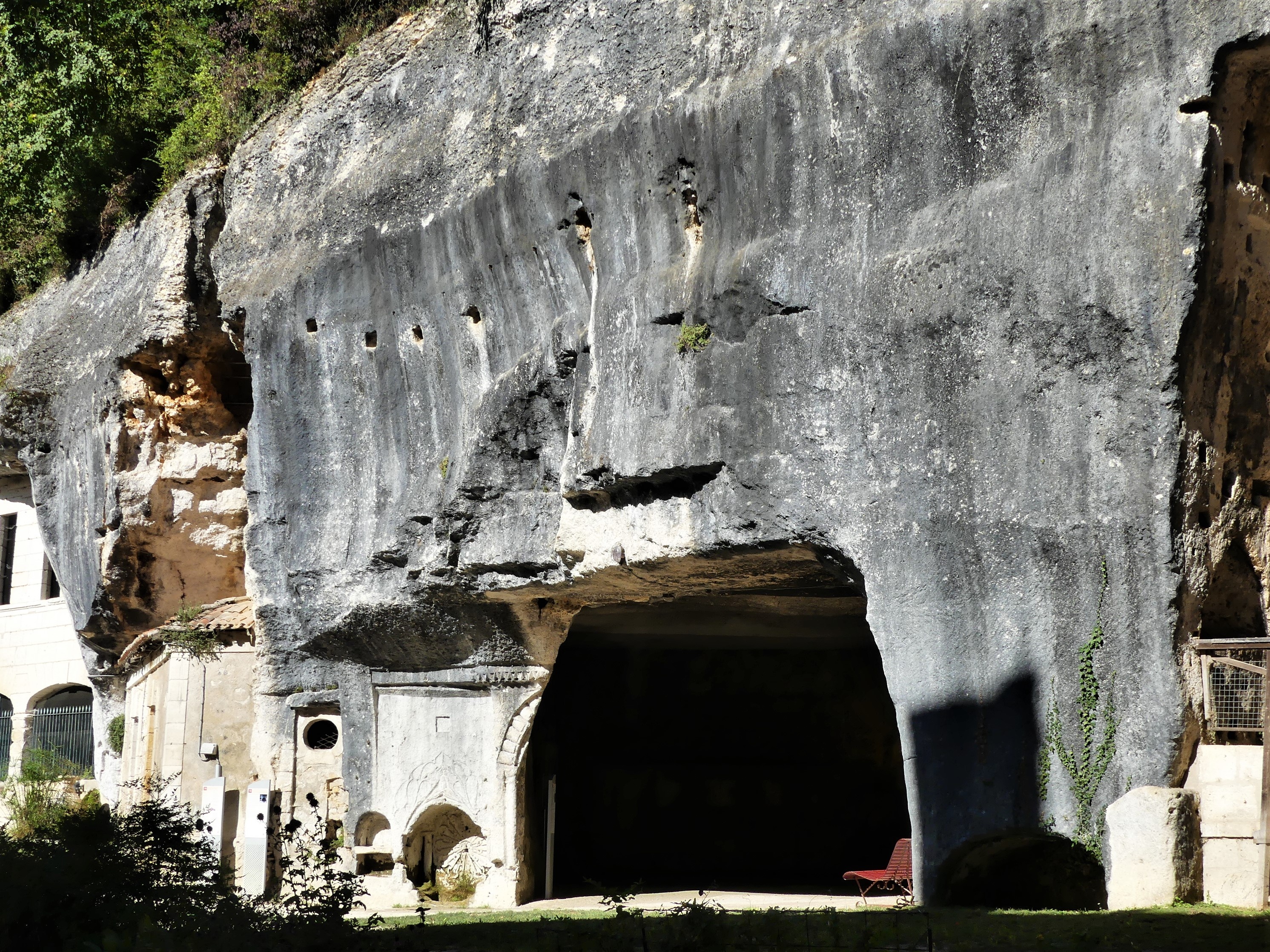
L'entrée de la grotte du Jugement dernier.
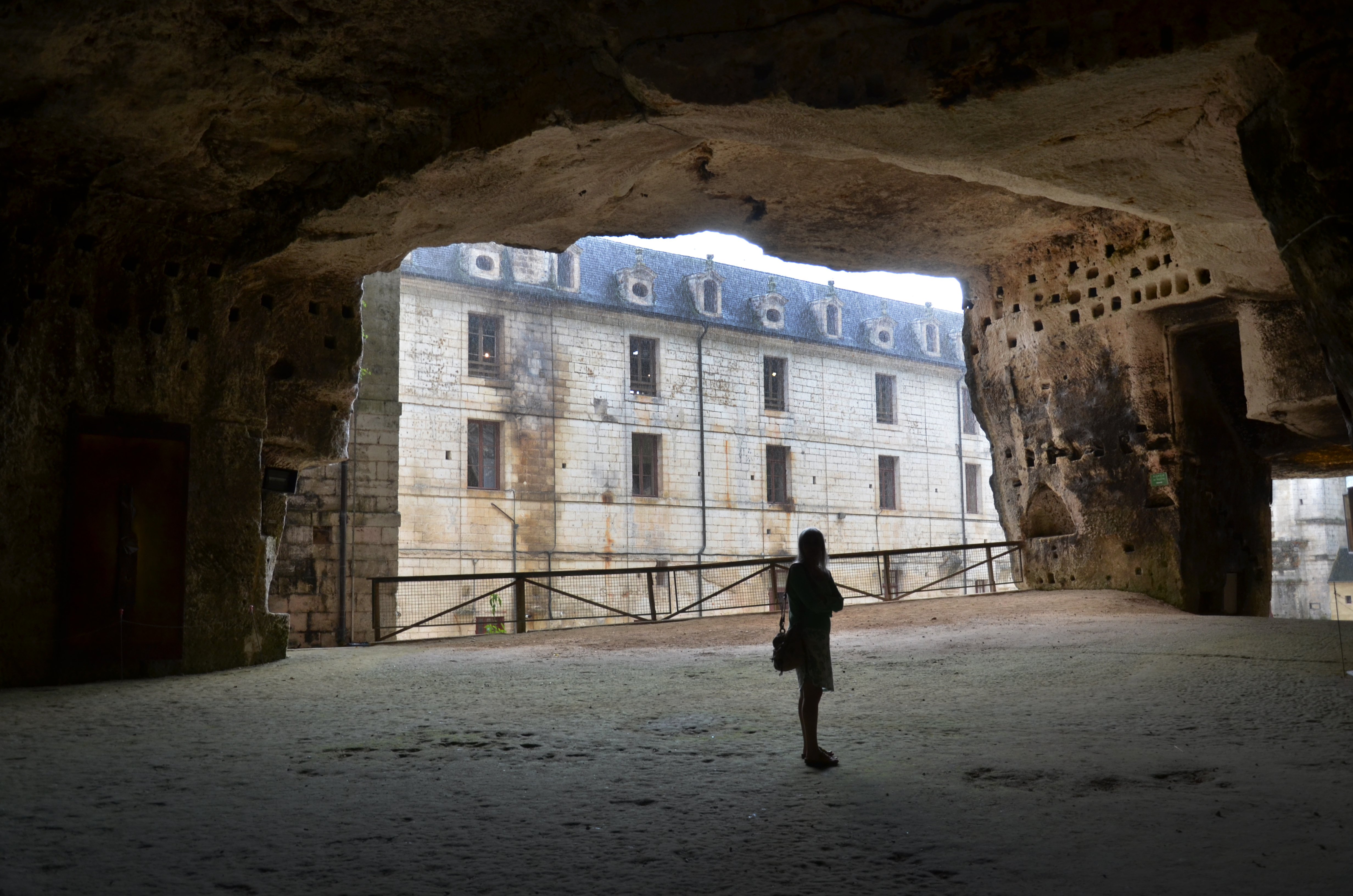
Vue intérieure de l'entrée.
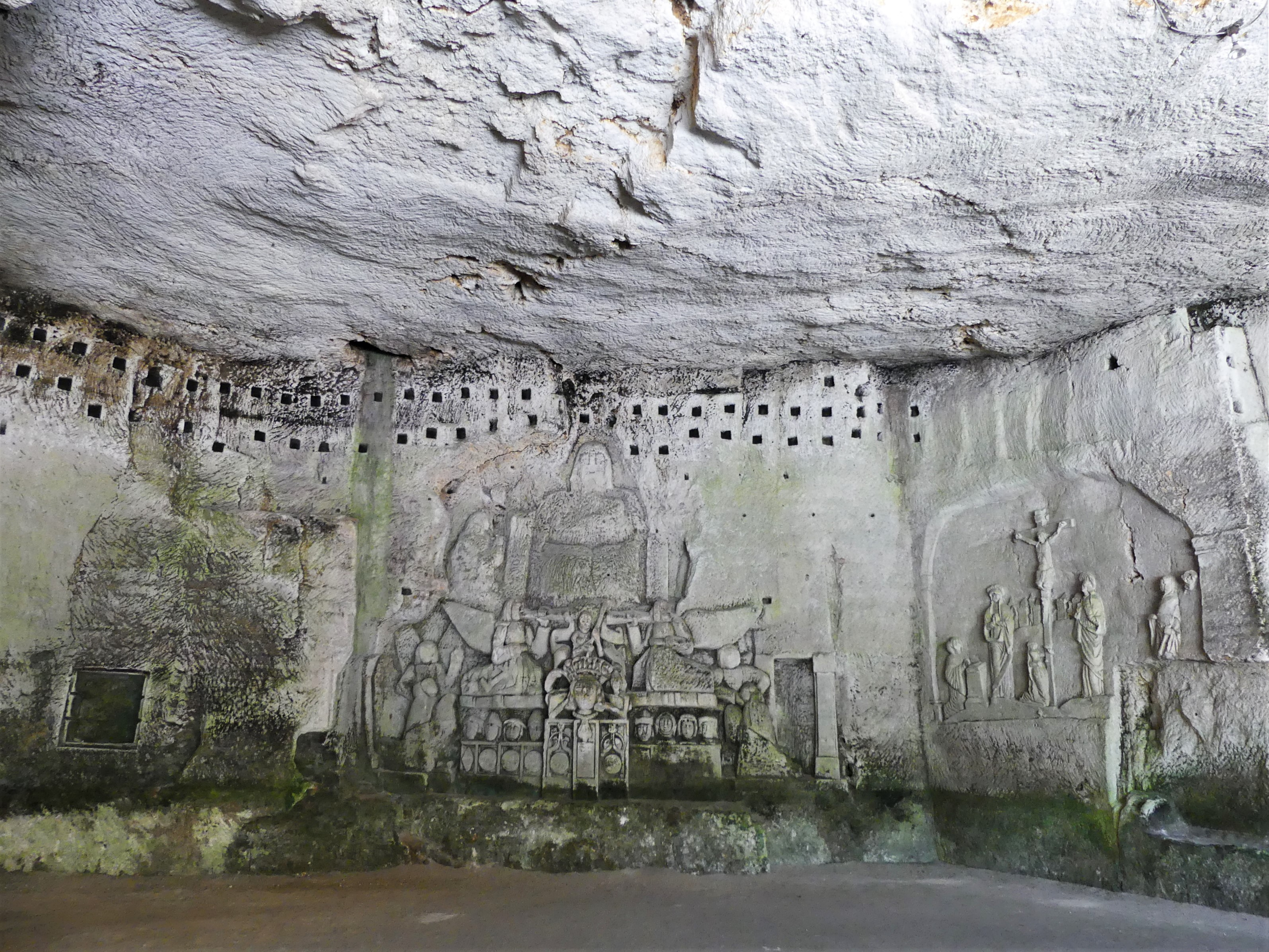
Sous les boulins d'un ancien pigeonnier, les deux ensembles de bas-reliefs de la grotte.
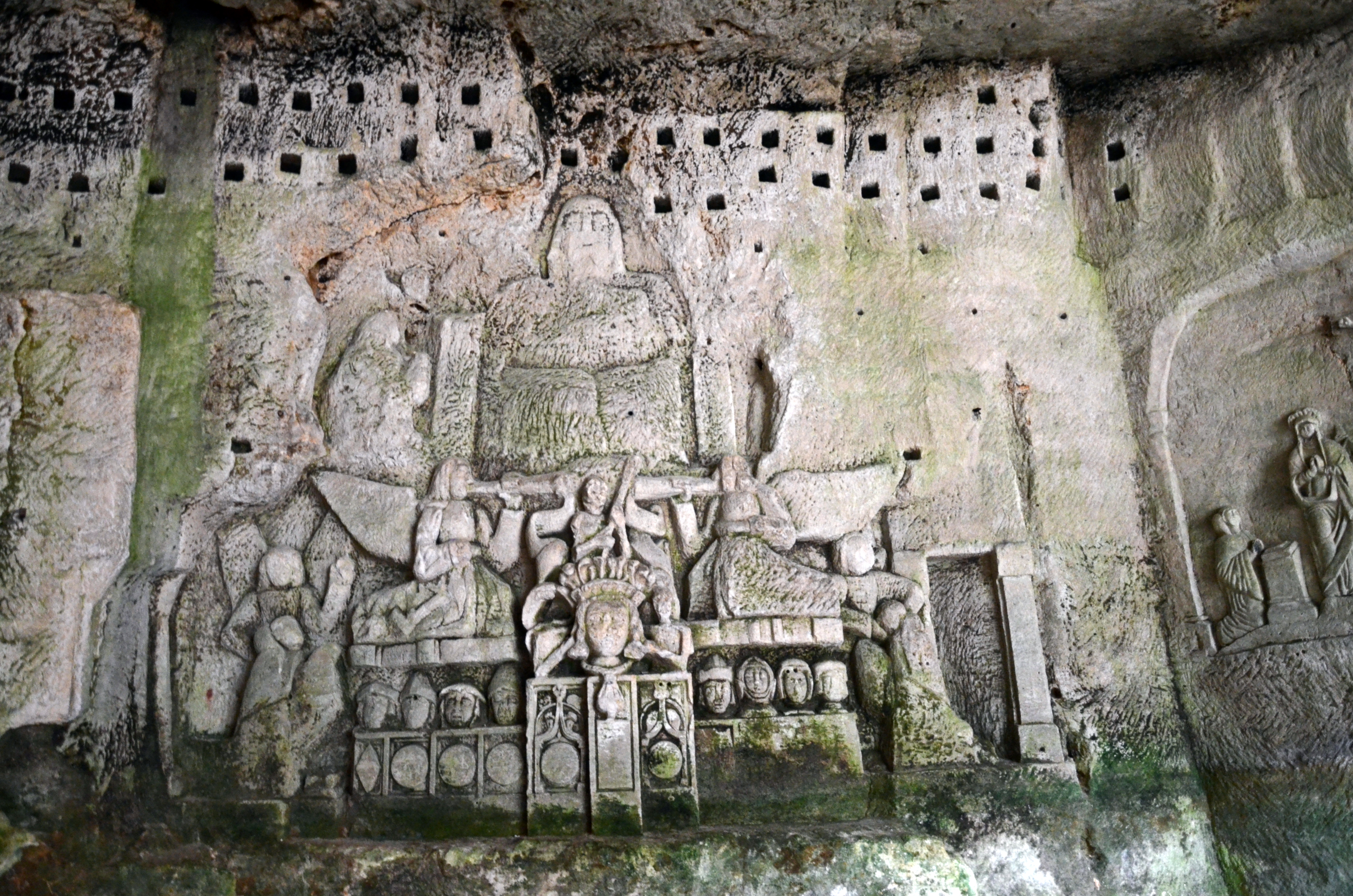
Le bas relief du Jugement dernier.
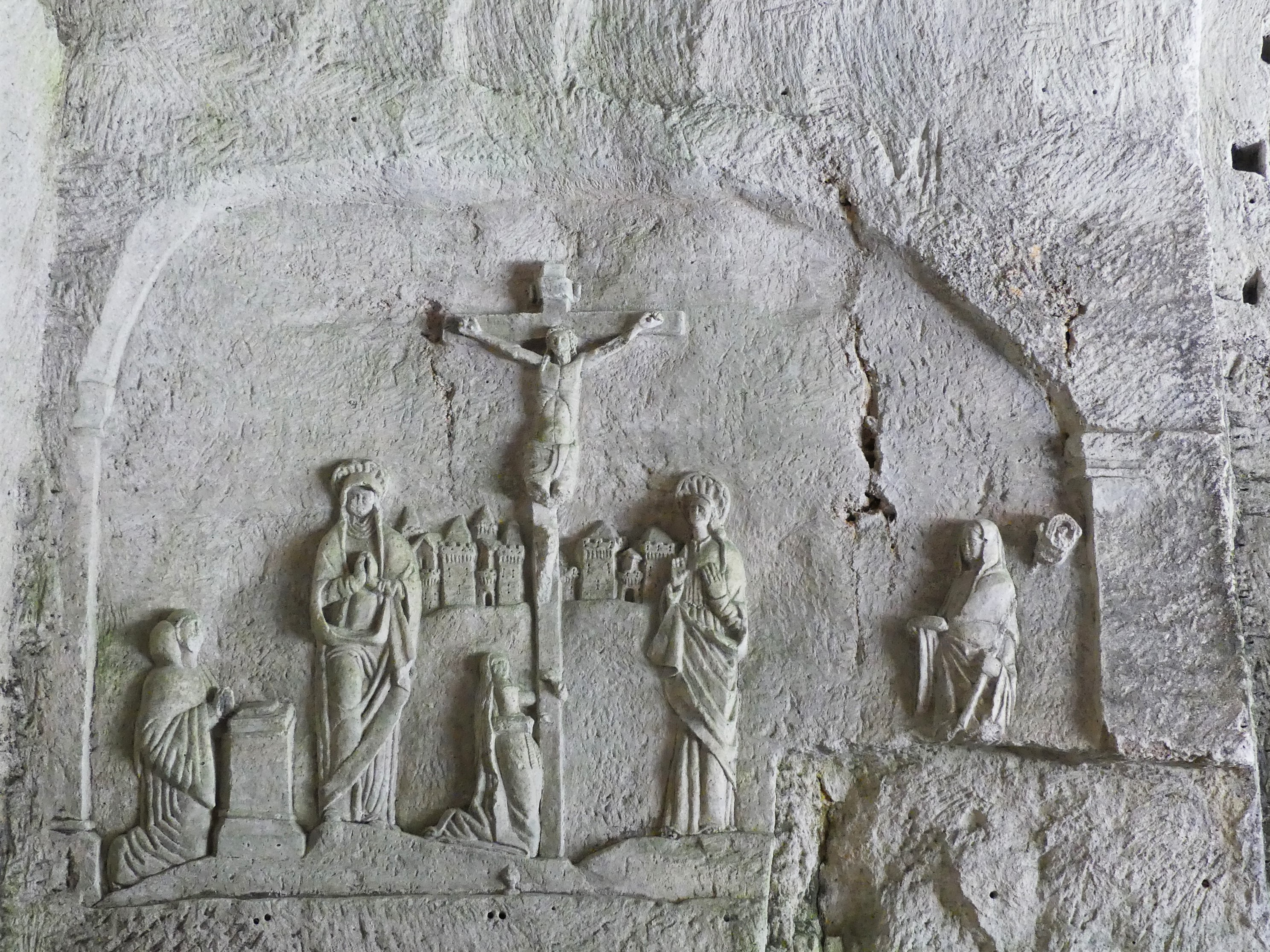
Le bas-relief de la Crucifixion.